# Tel Awiw-Jafa
Tel Awiw-Jafa (hebr. ‏תל אביב-יפו‎, trl. Tel Awiw-Jafo, trb. Tel Awiw-Jafo; arab. ‏تل ابيب-يافا‎ trl. Tall Abīb-Yāfā, trb. Tall Abib-Jafa), zwyczajowo nazywane Tel Awiw – drugie pod względem wielkości miasto Izraela. Miasto jest położone w dystrykcie Tel Awiw na nadmorskiej równinie Szaron, leżącej nad Morzem Śródziemnym. Tel Awiw zajmuje powierzchnię 51,8 km², będąc najludniejszym miastem obszaru metropolitalnego Gusz Dan. Miasto jest zarządzane przez władze miejskie Tel Awiwu-Jafy, na czele których stoi burmistrz Ron Chuldaj.
Tel Awiw został założony w 1909 na peryferiach starożytnego portu morskiego Jafa (hebr. יָפוֹ; arab. يافا). Duże tempo rozwoju Tel Awiwu bardzo szybko pozostawiło Jafę z tyłu, która wyraźnie zatrzymała się w arabskiej przeszłości. W dwa lata po powstaniu państwa Izrael, w 1950 Tel Awiw i Jafa zostały połączone w jedno miasto. Choć stolicą proklamowaną przez Izrael jest Jerozolima, to ONZ nie uznaje tego faktu, dlatego większość ambasad mieści się w Tel Awiwie. Zespół miejski Białego Miasta Tel Awiwu został umieszczony w 2003 na liście światowego dziedzictwa UNESCO, jako największe na świecie skupisko budynków modernistycznych.
W grudniu 2017 prezydent Stanów Zjednoczonych, Donald Trump, oficjalnie uznał Jerozolimę za stolicę Izraela i wydał Departamentowi Stanu polecenie rozpoczęcia procedury przenoszenia amerykańskiej ambasady do tego miasta z Tel Awiwu, na mocy uchwalonej w 1995 ustawy o ambasadzie w Jerozolimie.
Tel Awiw jest sklasyfikowany jako metropolia globalna. Jest jednym z największych centrów technologicznych i najbogatszym miastem Izraela, swoje siedziby mają tu Giełda Papierów Wartościowych oraz wiele ośrodków badawczo-rozwojowych międzynarodowych spółek. Miejskie plaże, bary, kawiarnie, ekskluzywne sklepy i kosmopolityczny styl życia sprawiły, że Tel Awiw jest popularnym celem krajowych i zagranicznych wycieczek. Miasto posiada reputację „śródziemnomorskiej metropolii, która nigdy nie zasypia”. Jest finansową stolicą państwa, centrum biznesu i głównym ośrodkiem kultury. Aglomeracja miejska Tel Awiwu jest drugą pod względem wielkości gospodarką Bliskiego Wschodu i w rankingu największych metropolii na świecie opublikowanym w 2008 przez magazyn „Foreign Policy” zajęła 42. miejsce. Jest to również najdroższe miasto w regionie, a 17. wśród najdroższych miast na świecie.

## Położenie

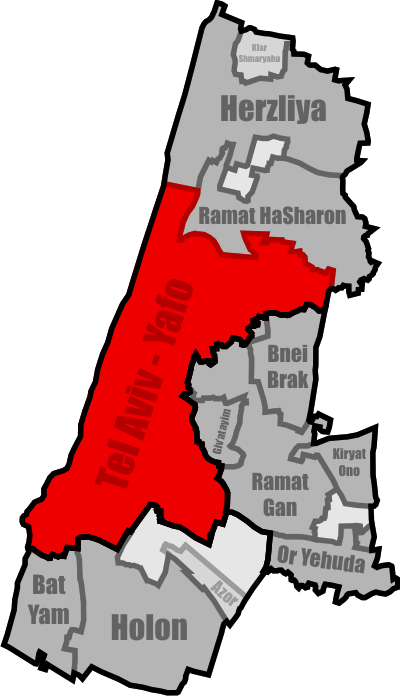
Lokalizacja Tel Awiwu w metropolii Gusz Dan

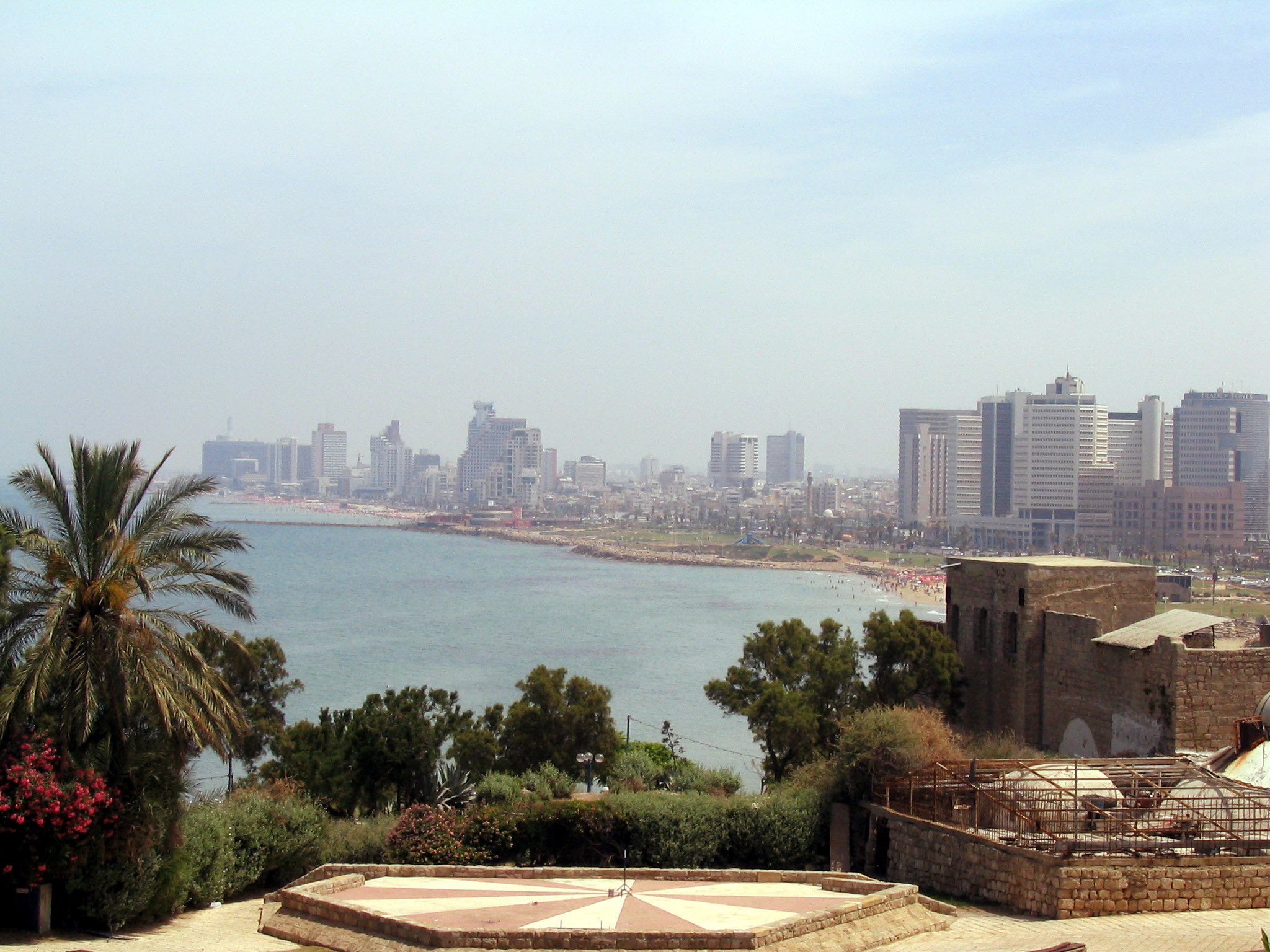
Panorama Tel Awiwu od strony Jafy

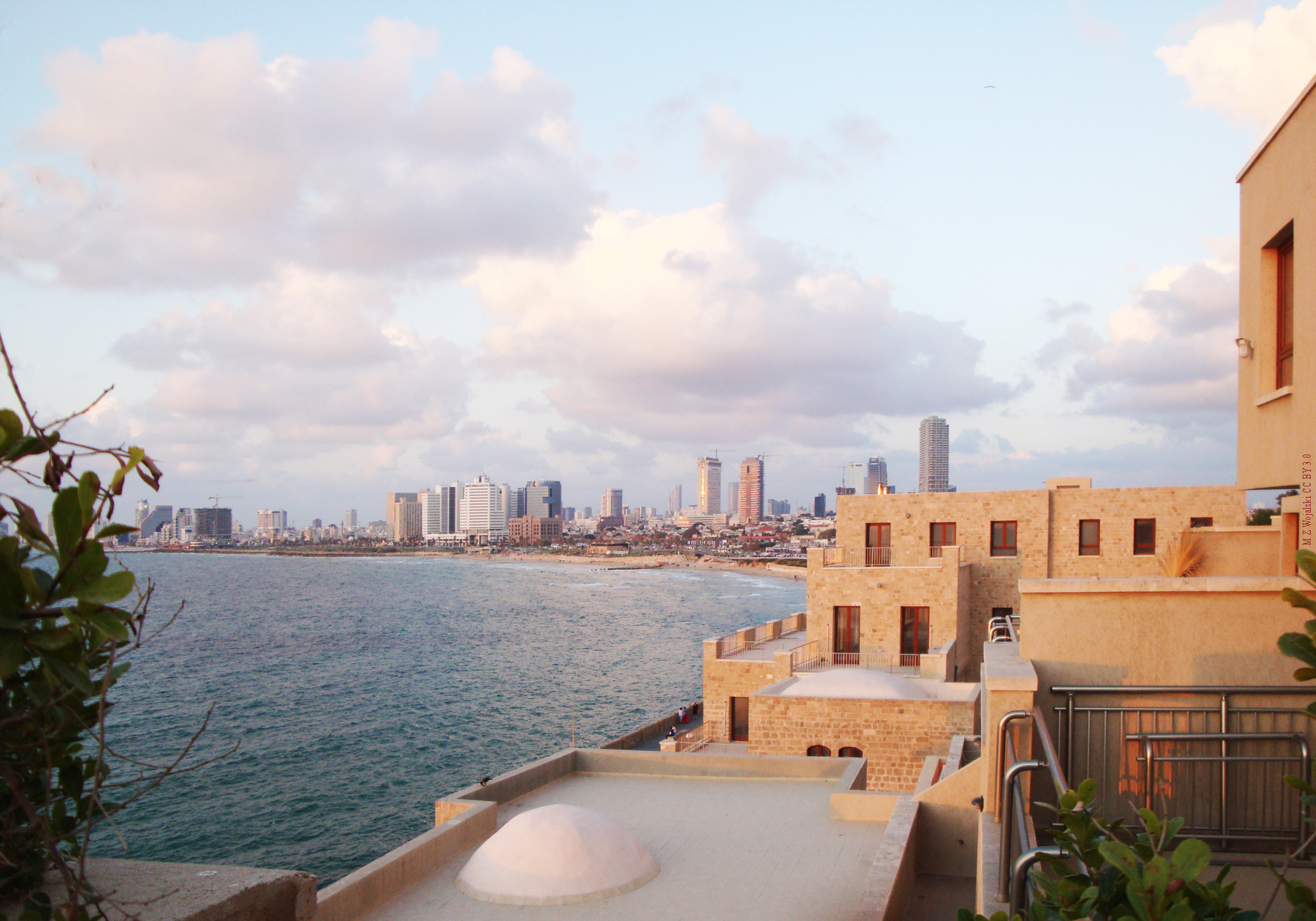
Panorama Tel Awiwu oglądana z Jafy (2010)

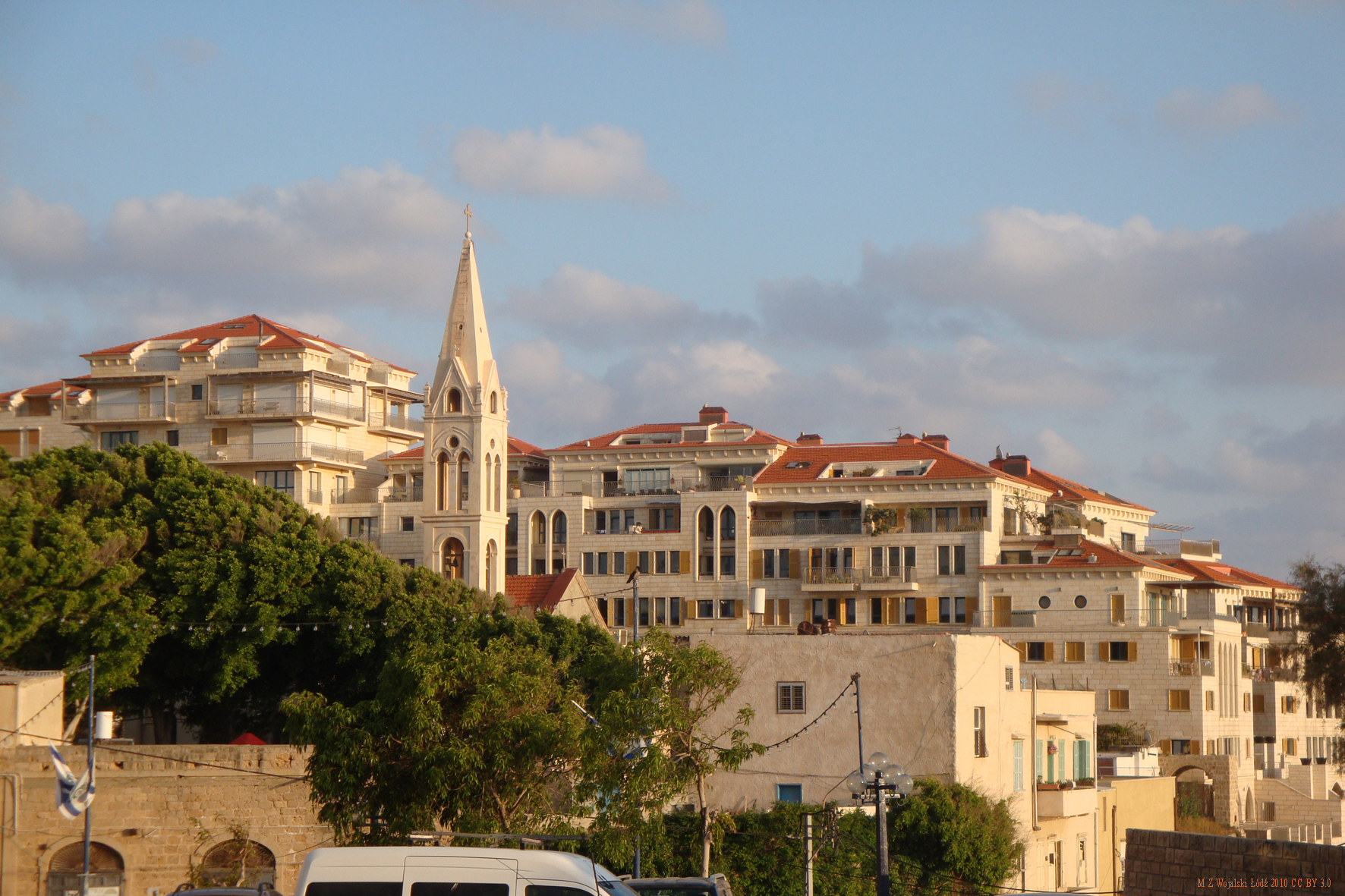
Jafa, najstarsza historyczna część zespołu Tel Awiw-Jafa (2010)

Tel Awiw jest położony na kontynencie azjatyckim, na wschodnim wybrzeżu Morza Śródziemnego 32°04′50″N 34°46′50″E/32,080556 34,780556. Miasto leży na nadmorskiej równinie Szaron, na historycznej drodze lądowej łączącej Europę, Azję i Afrykę.
Z powodu rozwoju Tel Awiwu i obszaru metropolitalnego Gusz Dan nie istnieją wyraźne granice pomiędzy Tel Awiwem a Jafą oraz pozostałymi dzielnicami miasta. Tel Awiw jest położony w odległości 60 km na północny zachód od Jerozolimy i 90 km na południe od Hajfy. Graniczy od północy z Herclijją, z północnego wschodu z Ramat ha-Szaron, od wschodu z Ramat Ganem i Giwatajim, od południa z Holonem i Bat Jam.

### Podział administracyjny
Tel Awiw jest podzielony na dziewięć regionów, które powstały w sposób naturalny na przestrzeni dziejów miasta. Najstarszą częścią jest portowe miasto Jafa, z którego narodził się Tel Awiw. Stare miasto Jafy jest tradycyjnie zamieszkane przez znaczny procent ludności arabskiej, jednak trwają wysiłki podniesienia statusu tej części miasta poprzez zachęcanie do zamieszkania tutaj populacji o wyższym wykształceniu. Podobne procesy występują w sąsiedniej dzielnicy Newe Cedek (hebr. נווה צדק; pol. Dom Sprawiedliwości), która była najstarszą żydowską dzielnicą Jafy. Tuż obok, w południowej części miasta, jest dzielnica Florentin. W północnej części miasta znajduje się region Ramat Awiw (hebr. רמת אביב), w którym powstały luksusowe osiedla mieszkaniowe oraz wybudowano nową siedzibę Uniwersytetu Telawiwskiego. W XXI wieku trwała rozbudowa tego obszaru, który w niedalekiej przyszłości wchłonie teren wycofywanego z eksploatacji portu lotniczego Tel Awiw-Sede Dow. Obszar nazywany Ha-Kirja (hebr. הקריה) jest siedzibą dowództwa Sił Obronnych Izraela oraz dużą bazą wojskową.
Podział Tel Awiwu na dzielnice i będące w nich osiedla mieszkaniowe:
- Dzielnica Północna: Afeka (אפקה), Ramat Awiw (רמת אביב), Ramat Awiw Gimel, Ma’oz Awiw (מעוז אביב), Migdale Ne’eman, Ezore Chen, Newe Awiwim (נוה אביבים) oraz Kochaw ha-Cafon (כוכב הצפון).
- Dzielnica Północno-Wschodnia: Newe Szaret (נוה שרת), HaMisztalah (המשתלה), Ramat ha-Chajjal (רמת החי”ל), Kirjat Atidim (קריית עתידים), Hadar Josef (הדר יוסף), Ne’ot Afeka (נאות אפקה), Tel Baruch (תל ברוך), Cahala (צהלה) oraz Szikun Dan (שיכון דן).
- Dzielnica Centralna: Cafon Jaszan (צפון ישן), Ha-Kirja (הקרייה), Montefiore (מונטיפיורי), Lew ha-Ir (לב העיר), Kerem ha-Temanim (כרם התימנים), Ha-Rakewet (הרכבת), Bawli (בבלי), Park Cammeret (פארק צמרת) oraz Giwat Amal Bet (גבעת עמל ב').
- Dzielnica Południowa: Florentine (פלורנטין), Newe Cedek (נוה צדק), Newe Sza’anan (נוה שאנן), Szabbazi (שבזי), Menaszijja (מנשייה), Jafo HaAtika (יפו העתיקה), Lew Jafa (לב יפו), Jafa Gimel (יפו ג), Jafa Dalet (יפו ד), Newe Ofer (נוה עופר), Kirjat Szalom (קריית שלום), Szapira (שפירא), Giwat Herzl (גבעת הרצל), Ha-Moszawa ha-Amerika’it (המושבה האמריקאית), Ajami (עג'מי), Cahalom (צהלון) oraz Giwat Alija (גבעת עלייה).
- Dzielnica Południowo-Wschodnia: Nachalat Jicchak (נחלת יצחק), Biccaron (ביצרון), Ramat Jisrael (רמת ישראל), Jad Elijahu (יד אליהו), Newe Cahal (נוה צה”ל), Kefar Szalem (כפר שלם), Ha-Argazim (הארגזים), Hatikwa (התקווה), Newe Barbur (נוה ברבור) oraz Ezra (עזרא).

## Środowisko naturalne
| Rodzaj                                     | Powierzchnia (km²) | %     |
| ------------------------------------------ | ------------------ | ----- |
| tereny mieszkalne (zabudowa wielorodzinna) | 24,3               | 46,9% |
| tereny mieszkalne (zabudowa jednorodzinna) | 13,6               | 26,4% |
| obiekty służb publicznych                  | 5,1                | 9,8%  |
| budynki komercyjne                         | 1,5                | 2,9%  |
| tereny przemysłowe                         | 1,3                | 2,5%  |
| tereny zielone                             | 3,7                | 7,1%  |
| inne                                       | 2,3                | 4,4%  |
| Powierzchnia miasta(Σ)                     | 51,8               | 100%  |

### Gleba

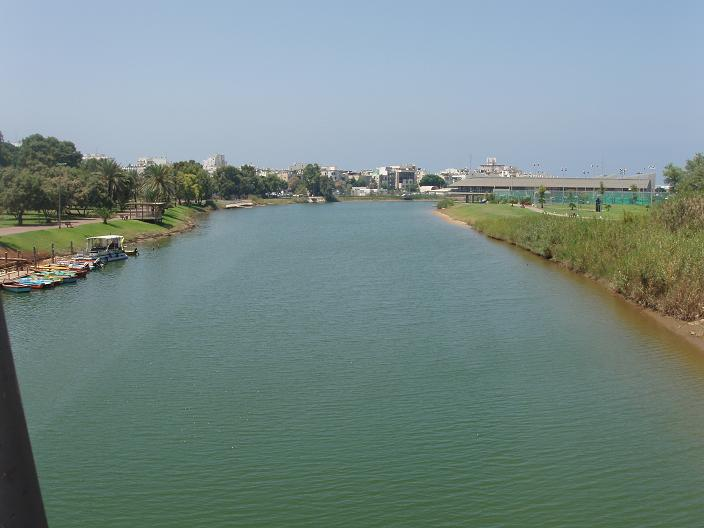
Rzeka Jarkon w Tel Awiwie

Miasto powstało na nadmorskich wydmach i stosunkowo mało żyznych gruntach, położonych na północ od portu morskiego Jafa. Podczas rozbudowy Tel Awiwu teren został wyrównany i obecnie obszar miasta jest płaski, nie ma tutaj żadnych większych różnic wysokości.

### Wody
Najważniejszą cechą geograficzną jest brzeg morski oraz ujście rzeki Jarkon. Rzeka jest niestety mocno zanieczyszczona i obowiązuje na niej zakaz pływania i łowienia ryb.

### Przyroda
Władze miejskie prowadzą politykę przyjazną dla środowiska i realizują liczne projekty na rzecz tworzenia terenów zielonych, parków i ogrodów, pośrodku których wytyczono liczne trakty piesze. Ogółem w mieście znajduje się 250 ogrodów i zielonych placów zabaw, 22 bulwary, 128 zagajników i 6 parków. Planowanie terenów zielonych stało się najwyższym priorytetem urbanistów. Założyciele Tel Awiwu planowali stworzenie „miasta ogrodu”, co nie powiodło się z powodu zbyt szybkiego wzrostu miasta, jednak tereny zielone są uwzględniane we wszystkich generalnych planach rozbudowy.
Zasadniczą rolę w tym procesie odegrał prof Patrick Geddes, który w kwietniu 1925 przedstawił plan rozwoju północnej części Tel Awiwu. Przedstawił on plan otwartych zielonych przestrzeni, który przez wiele lat pozostawał jedynie na papierze. Obecnie w miejscu tym, wzdłuż brzegów rzeki Jarkon, rozciąga się największy park miejski Park ha-Jarkon (hebr. פארק הירקון, Park HaYarkon), który odwiedza 16 milionów gości rocznie. Teren parku obejmuje sześć mniejszych ogrodów: Gan HaBanim (Ogród Pamięci Poległych Żołnierzy), Gan Nifga’ei HaTeror (Ogród Pamięci Ofiar Terroru), Gan HaSlaim (Ogród Skalny), Gan HaKaktusim (Ogród Kaktusów), Gan HaGazum (Ogród Dostosowany) i Gan HaTropi (Ogród Tropikalny). Na tym obszarze urządzono liczne obiekty sportowe, ogrody botaniczne, ptaszarnię, park wodny, jezioro zaporowe i dwa miejsca do koncertów na powietrzu. Ogród skalny jest jednym z największych tego typu ogrodów na świecie. Odzwierciedla on bogactwo geologiczne Izraela. Na powierzchni 10 akrów umieszczono ponad 3,5 tys. gatunków roślin, w tym 6 akrów kaktusów. Ogród Tropikalny to 5 akrów zacienionych palmami, przy których rozciąga się niewielkie jezioro. Wytworzył się tutaj wyjątkowy mikroklimat, bardzo korzystny dla rozwoju paproci, storczyków i winorośli.

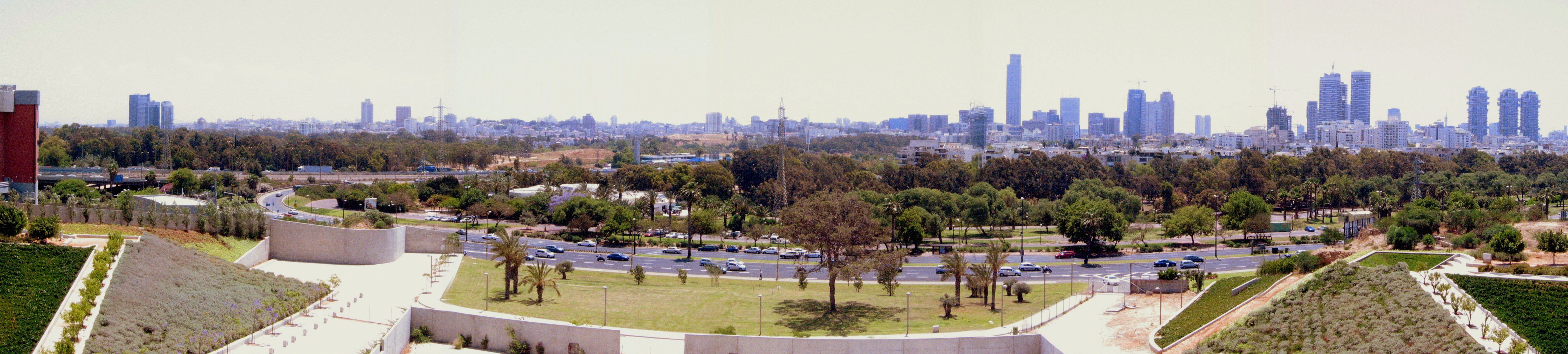
Widok na Park ha-Jarkon w Tel Awiwie

### Klimat
Tel Awiw ma klimat śródziemnomorski, który charakteryzuje się długimi suchymi latami oraz bardzo łagodnymi i deszczowymi zimami. Średnia temperatura latem wynosi 26 °C, a zimą 12 °C (średnia z lat 1988–2000). Największe opady deszczu występują pomiędzy październikiem a kwietniem. Suma rocznych opadów atmosferycznych wynosi 530 mm.
| Miesiąc                                      | Sty  | Lut  | Mar  | Kwi  | Maj  | Cze  | Lip  | Sie  | Wrz  | Paź  | Lis  | Gru  | Roczna |
| -------------------------------------------- | ---- | ---- | ---- | ---- | ---- | ---- | ---- | ---- | ---- | ---- | ---- | ---- | ------ |
| Średnie temperatury w dzień [°C]             | 17,5 | 18,0 | 19,9 | 22,9 | 25,4 | 27,3 | 29,4 | 29,8 | 29,0 | 26,8 | 23,8 | 19,7 | 24,1   |
| Średnie dobowe temperatury [°C]              | 13,7 | 13,9 | 15,8 | 18,6 | 21,3 | 23,9 | 26,2 | 26,6 | 25,4 | 22,8 | 19,3 | 15,7 | 20,2   |
| Średnie temperatury w nocy [°C]              | 9,8  | 9,8  | 11,7 | 14,2 | 17,1 | 20,4 | 23,0 | 23,4 | 21,7 | 18,8 | 14,8 | 11,7 | 16,4   |
| Opady [mm]                                   | 147  | 111  | 62,0 | 16,0 | 3,6  | 0,1  | 0,0  | 0,0  | 0,7  | 34,3 | 80,8 | 127  | 583    |
| Średnia liczba dni z opadami                 | 12,8 | 10,5 | 7,7  | 2,3  | 0,8  | 0,1  | 0,0  | 0,0  | 0,3  | 3,6  | 7,2  | 10,4 | 55,7   |
| Średnie usłonecznienie [h]                   | 192  | 200  | 236  | 270  | 329  | 357  | 369  | 357  | 300  | 279  | 234  | 189  | 3311   |
| Źródło: Światowa Organizacja Meteorologiczna |      |      |      |      |      |      |      |      |      |      |      |      |        |

| Sty  | Lut  | Mar  | Kwi  | Maj  | Cze  | Lip  | Sie  | Wrz  | Paź  | Lis  | Gru  | Rok  |
| ---- | ---- | ---- | ---- | ---- | ---- | ---- | ---- | ---- | ---- | ---- | ---- | ---- |
| 18,8 | 17,6 | 17,8 | 18,6 | 21,2 | 24,9 | 27,2 | 28,6 | 28,2 | 26,3 | 23,2 | 20,6 | 22,8 |

## Demografia
Zgodnie z danymi Izraelskiego Centrum Danych Statystycznych w 2009 roku w mieście żyło 393,2 tys. mieszkańców, w tym 91,4% Żydów i 4,2% Arabów (3,3% muzułmanów i 0,9% chrześcijan). Powierzchnia miasta obejmuje 51,8 km², co przy obecnej liczbie mieszkańców daje gęstość zaludnienia równą 7592 osób na 1 km². Ocenia się, że w mieście żyje około 50 tys. niezarejestrowanych zagranicznych robotników. Jako że jest miastem wielokulturowym, w obrębie jego granic jest używanych wiele języków – hebrajski, rosyjski, francuski, hiszpański, tajski, arabski, angielski, polski i inne. Pomimo tej wielkiej różnorodności kulturowej w Tel Awiwie w porównaniu z innymi zachodnimi miastami jest niski poziom przestępczości.
Zgodnie z informacjami władz miejskich poziom bezrobocia w Tel Awiwie wynosi 6,9%, a przeciętny dochód jest 20% wyższy od średniej krajowej. Poziom edukacji jest powyżej średniej krajowej: 64,4% uczniów kontynuuje naukę na studiach wyższych.
| Wiek (w latach) | Procent populacji w % |
| --------------- | --------------------- |
| 4 – 0           | 7,5                   |
| 5 – 9           | 5,6                   |
| 10 – 14         | 4,6                   |
| 15 – 19         | 4,5                   |
| 20 – 29         | 17,5                  |
| 30 – 44         | 26,6                  |
| 45 – 59         | 15,2                  |
| 60 – 64         | 4,5                   |
| 65 –            | 14,1                  |

| Opis      | Ogółem    | Ogółem | Żydzi     | Żydzi | Arabowie (muzułmanie) | Arabowie (muzułmanie) | Arabowie (chrześcijanie) | Arabowie (chrześcijanie) | Inni      | Inni |
| --------- | --------- | ------ | --------- | ----- | --------------------- | --------------------- | ------------------------ | ------------------------ | --------- | ---- |
| jednostka | tys. osób | %      | tys. osób | %     | tys. osób             | %                     | tys. osób                | %                        | tys. osób | %    |
| populacja | 393,2     | 100    | 359,4     | 91,4  | 13                    | 3,3                   | 3,5                      | 0,9                      | 17,3      | 4,4  |

Struktura płci i wieku mieszkańców Tel Awiwu według danych z 31 grudnia 2008
Wykres liczby ludności miasta Tel Awiw na przestrzeni lat:
Źródło danych: Central Bureau of Statistics.

## Historia

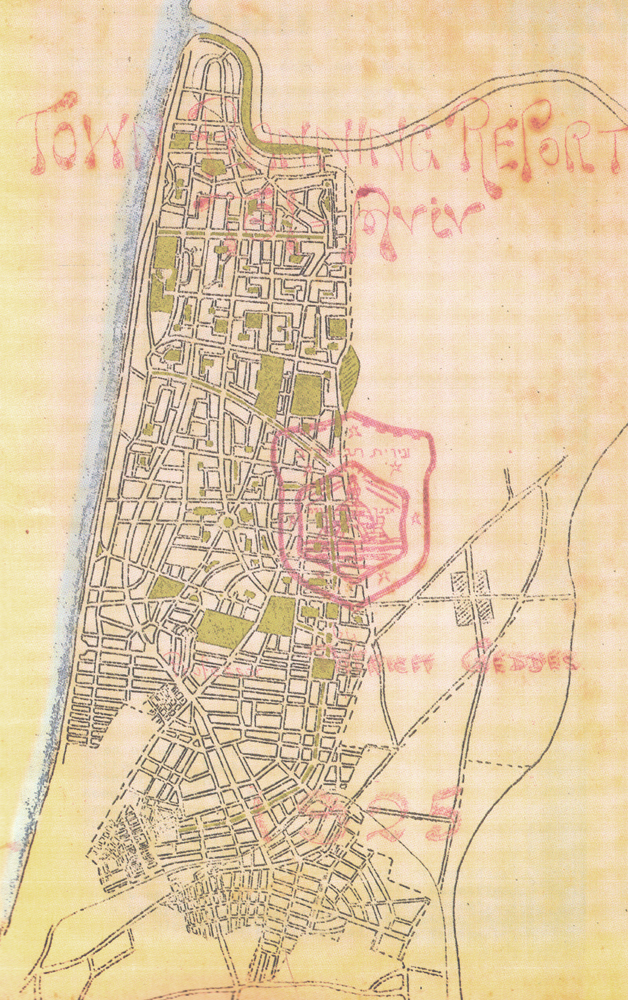
Plan zagospodarowania przestrzennego Tel Awiwu z 1925 roku opracowany przez Patricka Geddesa

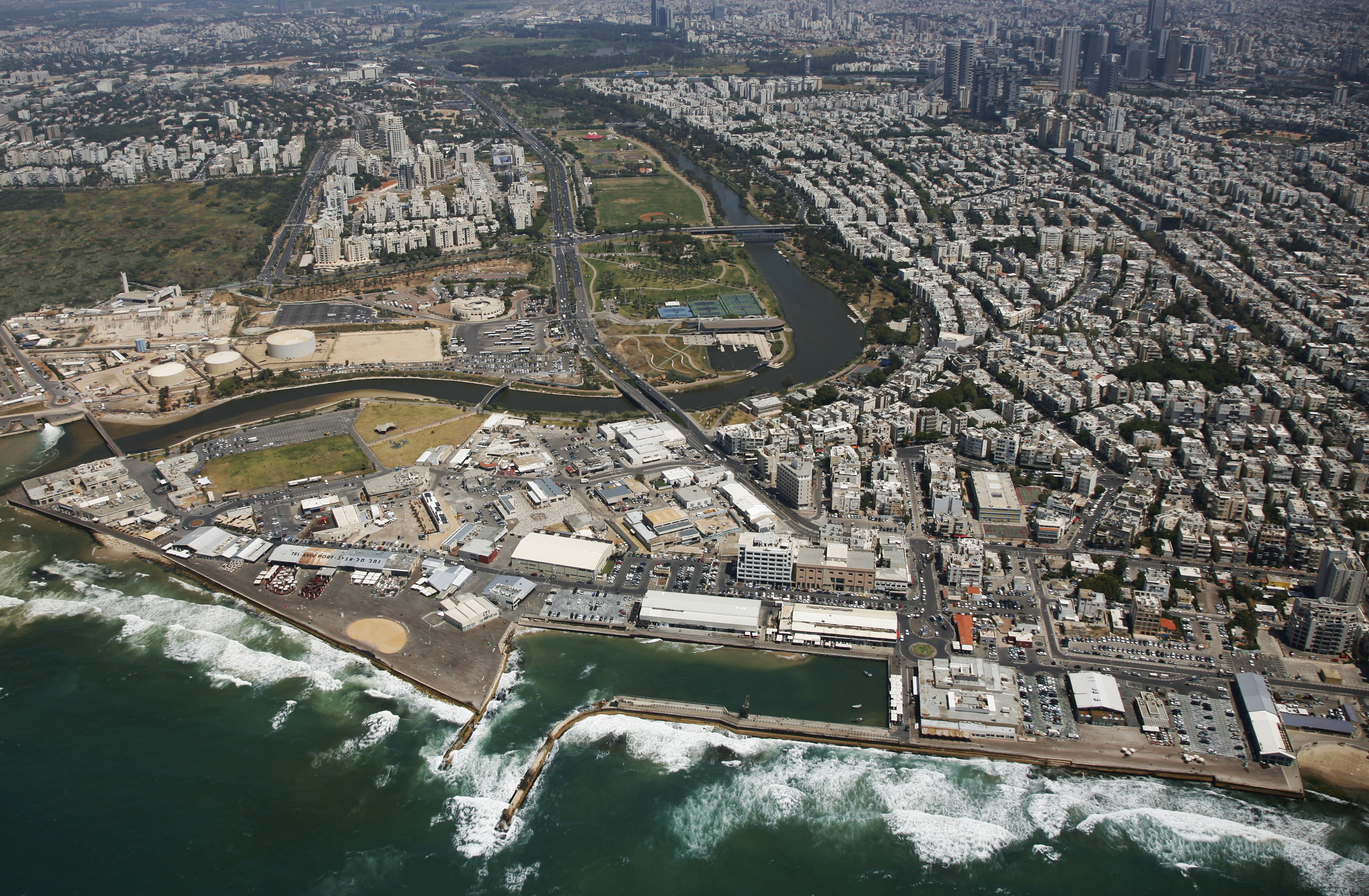
Port Tel Awiw

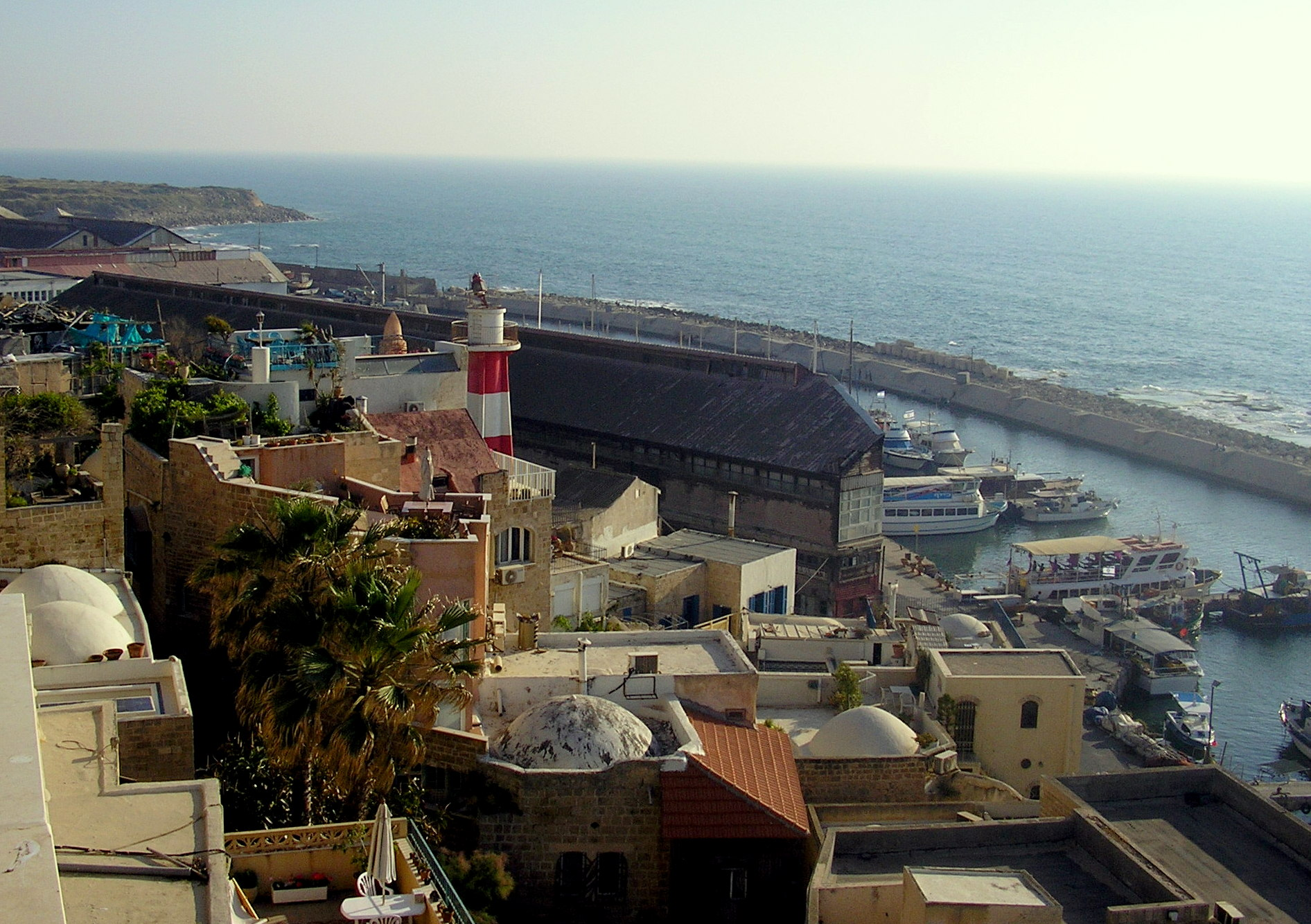
Starożytny port morski Jafa

Starożytny port Jafa (znany w starożytności również jako Joppa) wielokrotnie zmieniał swoich właścicieli na przestrzeni wieków. Badania archeologiczne prowadzone w latach 1955–1974 wydobyły na światło dzienne wieże i bramy miejskie pochodzące ze środkowej epoki brązu. Dalsze wykopaliska prowadzone po 1997 pomogły dokładniej określić datę pochodzenia wcześniejszych odkryć. Odkryto również pozostałości murów obronnych pochodzących z późnej epoki brązu oraz świątynię przypisywaną Ludom Morza, która powstała w epoce żelaza. Odkryte zostały także pozostałości budynków z czasów egipskich, perskich i hellenistycznych.
Pierwsze wzmianki o mieście występują w listach z 1470 p.n.e. relacjonujących podbój egipskiego faraona Totmesa III. Również Biblia kilkakrotnie wspomina o Jafie jako porcie, z którego wypłynął prorok Jonasz, udając się do Tarszisz. Miasto leżało na granicy ziem należących do pokolenia Dan i było wykorzystywane jako port, do którego król Salomon sprowadzał drzewo z Libanu do budowy Świątyni Jerozolimskiej. Jafa służyła jako port morski przez 4 tys. lat.
W 1099 chrześcijańskie wojska I wyprawy krzyżowej, dowodzone przez Gotfryda z Bouillon, zdobyły Jafę, która stała się miastem portowym Królestwa Jerozolimskiego. Jako Hrabstwo Jafy miasto szybko stało się ważnym portem na głównej drodze morskiej prowadzącej do Królestwa Jerozolimy. W 1192 Jafa została zdobyta przez muzułmańskie wojska Saladyna, ale bardzo szybko odbił ją Ryszard I Lwie Serce, który rozbudował fortyfikacje obronne miasta. Dominacja krzyżowców skończyła się w 1268, kiedy sułtan Bajbars zdobył miasto i zniszczył jego mury obronne oraz port. W XVI wieku Jafa została zajęta przez Turków Osmańskich i była rządzona jako wieś należąca do Sandżaku Gazy (część Prowincji Syrii). W 1799 miasto zdobył Napoleon Bonaparte, który rozkazał zabić mieszkańców Jafy. Następnie epidemia dżumy zdziesiątkowała pozostałą populację.
Na początku XVIII wieku władze tureckie interweniowały, by zmniejszyć napaści Beduinów i zwiększyć ochronę portu w Jafie. Przyczyniło się to do rozwoju Jafy jako ośrodka miejskiego. Rzeczywisty rozwój nastąpił w XIX wieku, gdy populacja miasta wzrosła z 2,5 tys. w 1806 do 17 tys. mieszkańców w 1886. Miasto wzbogaciło się na handlu jedwabiem i pomarańczami z Europą. W 1870, aby umożliwić dalszy rozwój miasta, zburzono mury obronne i wieże. Do lat 30. pozostał zachowany mur morski (wysoki na 2,5 metra), który przebudowały władze brytyjskie podczas remontu portu.
Po 1860 do nielicznej sefardyjskiej społeczności żydowskiej w Jafie dołączyli Żydzi przybyli z Maroka oraz niewielka liczba europejskich Żydów aszkenazyjskich. W ten sposób przed 1882 żydowska populacja w Jafie wzrosła do 1,5 tys. osób. Po 1881 wraz z początkiem pierwszej alii (lata 1881–1903) wzrosła liczba aszkenazyjskich Żydów w mieście. Większość nowych imigrantów przyjeżdżała do Palestyny pobudzona ideami syjonizmu. Zgodnie ze swoją pionierską ideologią zakładali gospodarstwa rolnicze i zajmowali się uprawą roli. Część z nich podjęła decyzję o osiedleniu się na piaszczystych wydmach na północ od Jafy. Ten początek osadnictwa żydowskiego na tej ziemi charakteryzował się powstaniem dzielnicy Newe Cedek, wybudowanej przez Żydów aszkenazyjskich w latach 1887–1896.

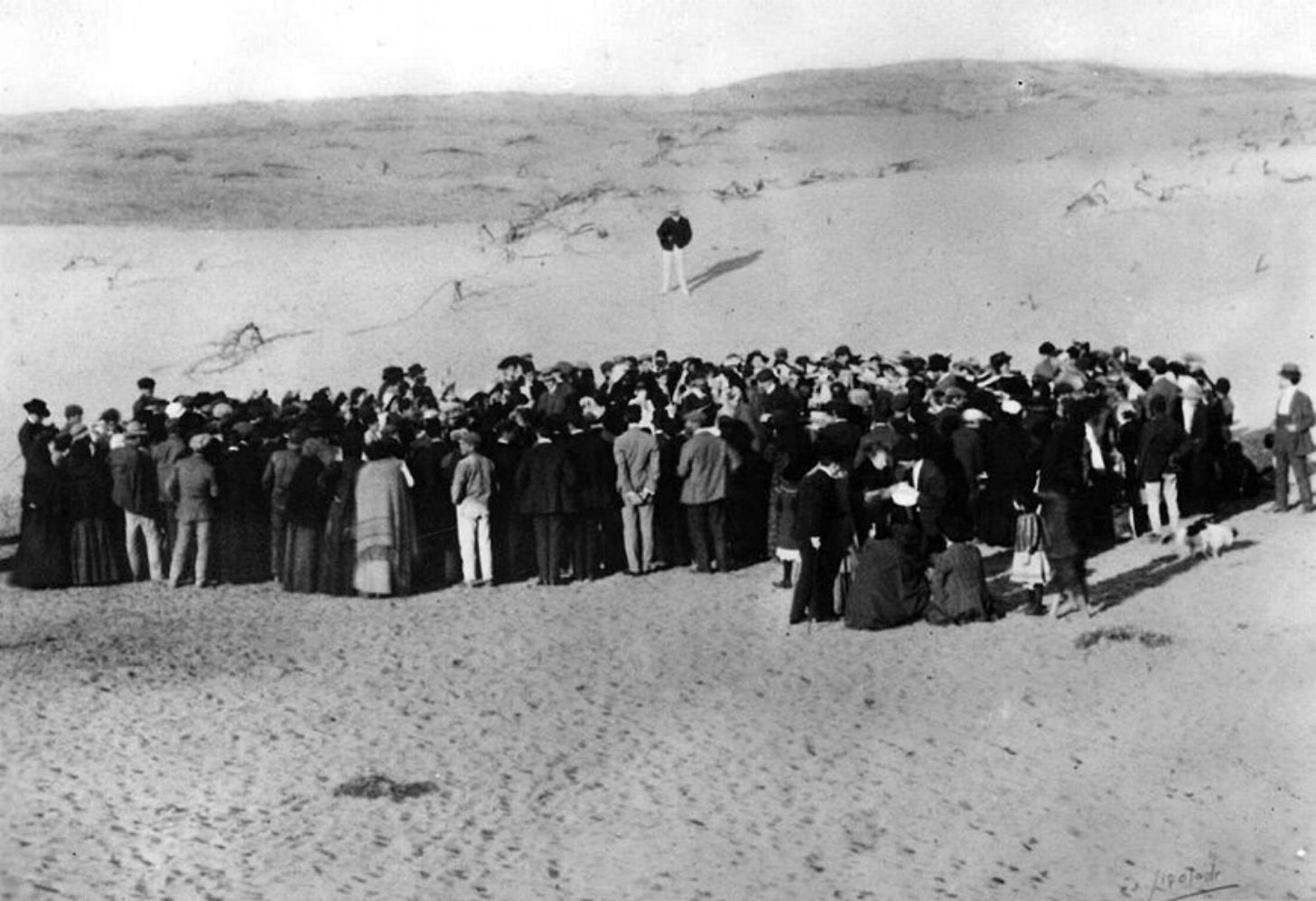
Założenie Tel Awiwu w 1909

Gdy w 1904 rozpoczęła się druga alija, grupa żydowskich imigrantów postanowiła w 1906 założyć nową podmiejską dzielnicę na peryferiach Jafy. Celem było zbudowanie „w zdrowym środowisku żydowskiego centrum miejskiego, które powstałoby zgodnie z planami, estetyką i współczesną higieną”. W 1908 zakupiono 5 ha wydm na północny wschód od Jafy, na których powstało osiedle mieszkaniowe Ahuzat Bayit. 11 kwietnia 1909 powstało drugie osiedle Nahalat Binyamin. W ciągu roku założono główne ulice, wybudowano sieć wodociągową oraz 66 domów. Przydzielono także działkę budowlaną dla nowego budynku liceum hebrajskiego w Herzlija, które zostało założone w 1906 w Jafie. 21 maja 1910 dla nowego osiedla przyjęto oficjalnie nazwę Tel Awiw.

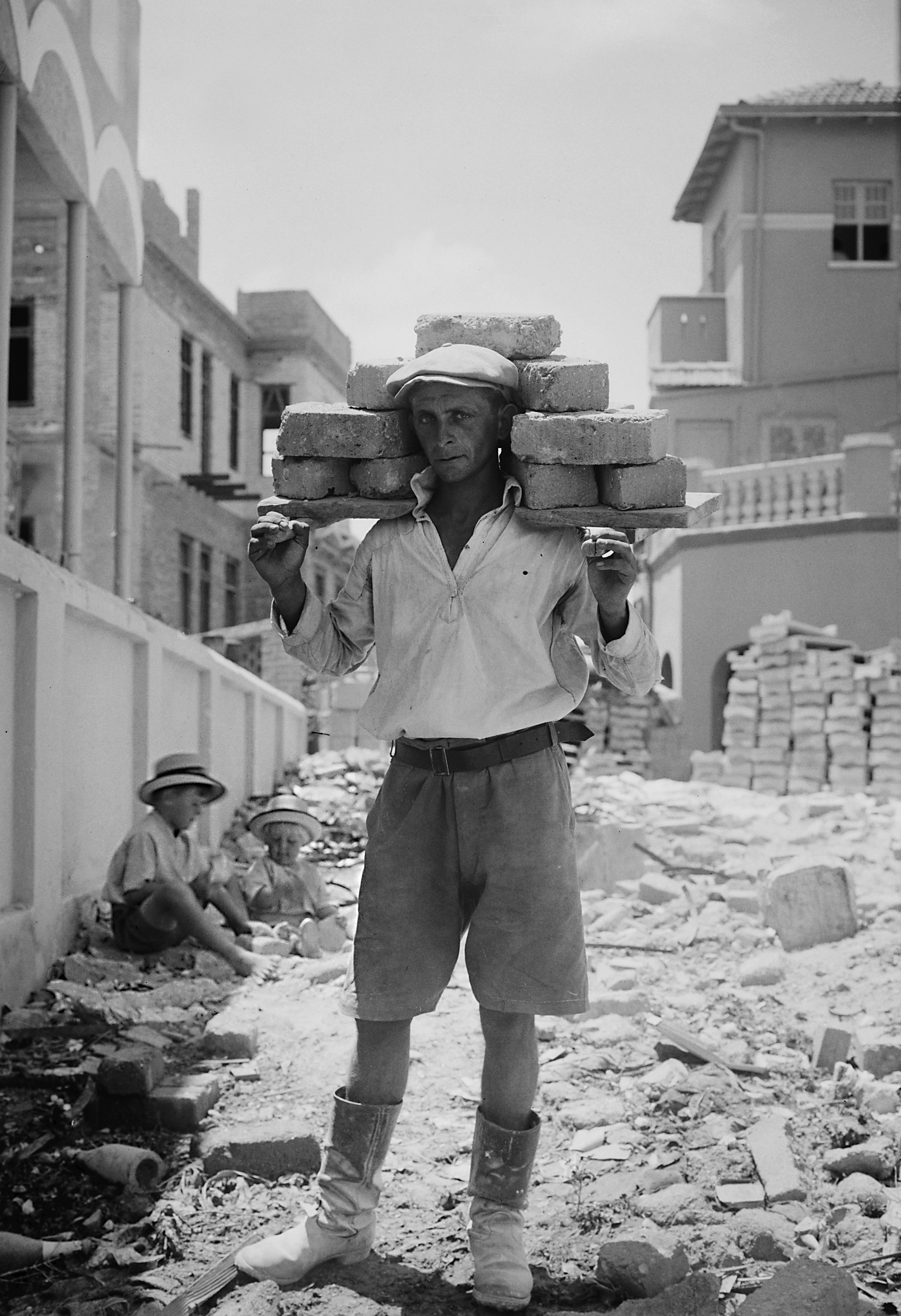
Żydowski pionier podczas budowy Tel Awiwu

Nowa osada bardzo szybko się rozrastała i w 1914 Tel Awiw zajmował już ponad 100 ha, na których istniało kilka nowych osiedli mieszkaniowych. Pomyślny rozwój został przerwany w kwietniu 1917, gdy podczas I wojny światowej władze tureckie wydaliły Żydów z Jafy. Podczas działań wojennych pod koniec 1917 na teren Palestyny wkroczyły wojska brytyjskie, które rozbiły Turków i zajęły całą prowincję. W 1920 utworzyli oni Brytyjski Mandat Palestyny. Brytyjskie władze usiłowały utrzymywać w Palestynie spokój, jednak bardzo szybko zaczęły narastać tarcia polityczne pomiędzy Żydami a Arabami. 1 maja 1921 doszło do zamieszek w Jafie, kiedy to arabski tłum zaatakował żydowskich mieszkańców. Podczas rozruchów zginęło 47 Żydów i 48 Arabów, a rannych zostało 146 Żydów i 73 Arabów. Zamieszki te sprawiły, że wielu Żydów opuściło wówczas Jafę i przeprowadziło się do Tel Awiwu, którego populacja wzrosła z 2 tys. w 1920 do 34 tys. w 1925.

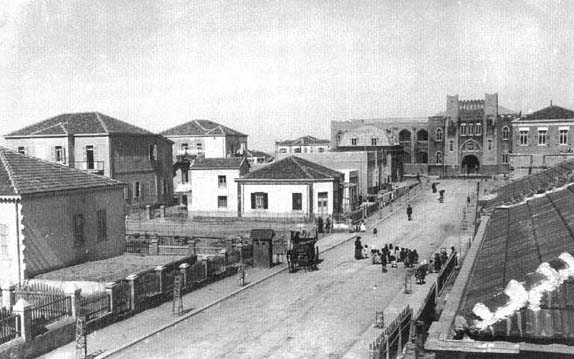
Nowoczesna zabudowa Tel Awiwu

W 1925 Patrick Geddes stworzył generalny plan rozbudowy miasta, oparty na strukturze nowoczesnych tras komunikacyjnych i zielonych bulwarów. Plan przyjęła w 1925 Rada Miejska pod przewodnictwem Meira Dizengoffa. Korzystny rozwój miasta trwał do 1926. W latach 1927–1930 Tel Awiw ucierpiał z powodu światowego kryzysu gospodarczego. Jednocześnie rodziło się życie kulturalne, pobudzone do rozwoju przez powstanie w 1931 teatrów Habima i Ohel. W 1934 Tel Awiw otrzymał prawa miejskie.
Populacja miasta gwałtownie wzrosła podczas Piątej Alii, gdy wielu Żydów uciekało z Europy po dojściu nazistów do władzy w Niemczech. Wielu z nich osiedliło się w Tel Awiwie, zwiększając jego populację do 150 tys. w 1937 (w porównaniu w Jafie żyło wówczas 69 tys. mieszkańców). Strajk arabskich dokerów w Jafie, a następnie arabskie rozruchy 1936–1939 w Palestynie, doprowadziły do wybudowania w 1938 nowego portu morskiego i portu lotniczego w Tel Awiwie. W ten sposób Tel Awiw zyskał niezależność od pobliskiej Jafy. Miasto rozwijało się jako samodzielne centrum handlowo-biznesowe.

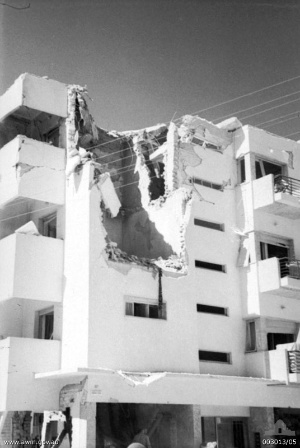
Uszkodzony podczas bombardowania budynek – Tel Awiw, wrzesień 1940

Wielu pochodzących z Niemiec żydowskich architektów kształciło się na uczelni artystycznej Bauhaus (powstał w niej styl architektoniczny nazywany modernizmem), którą w 1933 zamknęli naziści. Niektórzy z tych architektów, w tym Arje Szaron, przyjechali do Palestyny i przystosowali poglądy modernizmu do lokalnych warunków, tworząc największe na świecie skupisko budynków wybudowanych w tym stylu. Zespół miejski Białego Miasta Tel Awiwu został umieszczony w 2003 na Liście światowego dziedzictwa UNESCO, jako największe na świecie skupisko budynków modernistycznych.
Podczas II wojny światowej w lipcu 1940 Tel Awiw stał się celem włoskich bombardowań lotniczych. Podczas bombardowania w dniu 9 września 1940 w mieście zginęło 107 osób.

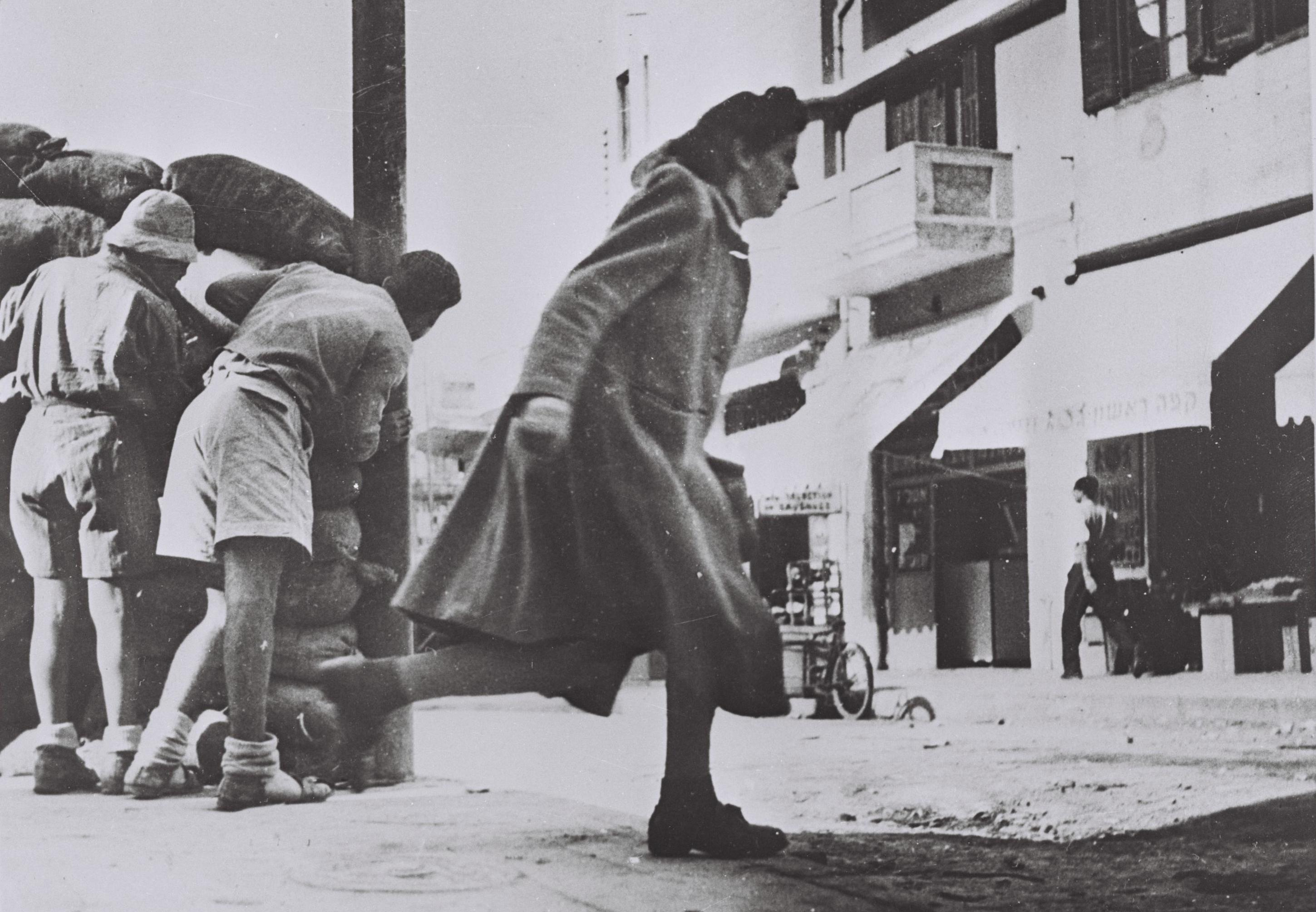
Mieszkańcy Tel Awiwu uciekają pod ogniem arabskich snajperów – 25 lutego 1948

29 listopada 1947 roku Zgromadzenie Ogólne Organizacji Narodów Zjednoczonych przyjęło rezolucję nr 181 w sprawie podziału Palestyny. W myśl tej rezolucji Tel Awiw (230 tys. mieszkańców) miał wejść do państwa żydowskiego, natomiast Jafa (101 tys. mieszkańców) do państwa arabskiego, jednak Arabowie odrzucili plan ONZ i wybuchła wojna domowa w Palestynie.
Na przełomie 1947 i 1948 nieustannie rosło napięcie na granicy pomiędzy Tel Awiwem a Jafą. Położone na przedmieściach Jafy żydowskie domy były ostrzeliwane przez arabskich strzelców wyborowych, prowadzących ogień z minaretu w Meczecie Hassan Bek. W odpowiedzi żydowskie organizacje militarne Hagana i Irgun rozpoczęły oblężenie Jafy. W rezultacie od kwietnia 1948 arabscy mieszkańcy zaczęli opuszczać miasto i gdy 14 maja Jafę zajęły izraelskie wojska, w mieście pozostawali jedynie nieliczni Arabowie.
Przed ogłoszeniem 14 maja 1948 w Tel Awiwie Deklaracji Niepodległości Państwa Izraela populacja miasta doszła do ponad 200 tys. mieszkańców. Podczas wojny izraelsko-arabskiej 1948 przez osiem miesięcy, od maja do grudnia 1948, Tel Awiw był oficjalną stolicą Izraela. Następnie stolicę państwa przeniesiono do Jerozolimy (w 1980 Izraelczycy oficjalnie ogłosili zjednoczenie Jerozolimy jako stolicy państwa Izraela), jednak większość zagranicznych ambasad pozostała w Tel Awiwie.

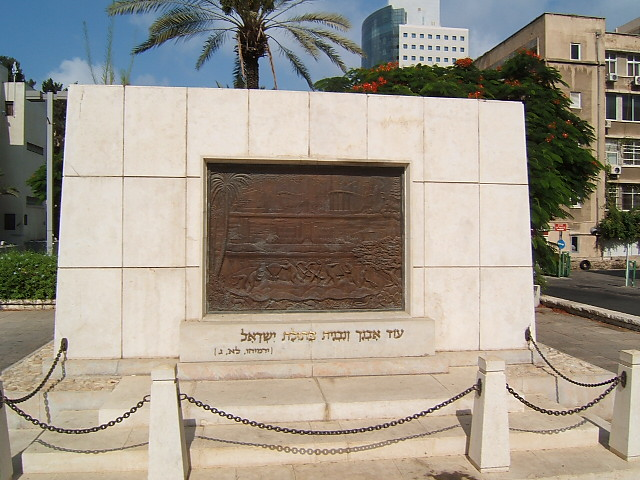
Pomnik założycieli Tel Awiwu

W kwietniu 1949 nastąpiło połączenie Tel Awiwu z Jafą w jedną aglomerację, do której włączono także opuszczone podczas wojny wsie arabskie al-Shaykh Muwannis, Jammasin i Sumail. Powierzchnia Tel Awiwu wzrosła wówczas do 42 km². W 1949 wystawiono także pomnik 60 założycieli Tel Awiwu.
W latach 60. wyburzono część starej zabudowy miasta i wybudowano pierwsze drapacze chmur w kraju. Znalazł się wśród nich Shalom Meir Tower (34 piętra, wysokość 142 metrów), który pozostawał najwyższym budynkiem Izraela do 1999. Populacja miasta na początku lat 60. wzrosła do 390 tys., co stanowiło 16% ogółu mieszkańców kraju. Następnie nastąpił długi okres zastoju w rozwoju Tel Awiwu i pod koniec lat 80. miasto posiadało starzejącą się populację w wielkości 317 tys. mieszkańców. Wysokie ceny nieruchomości zniechęciły młode rodziny do osiedlania się w mieście i wypychały je poza miasto.
W tym samym czasie władze miejskie rozpoczęły realizację projektów zmierzających do podniesienia statusu biednych dzielnic położonych w południowej części Tel Awiwu. Odnowiono także stary port na północy. Przy prowadzeniu wszystkich prac chroniono modernistyczną zabytkową zabudowę Tel Awiwu. Dzięki tym wysiłkom w połowie lat 90. zatrzymano spadek populacji. W znacznej mierze było to zasługą dużej fali imigrantów z krajów dawnego Związku Radzieckiego. Równocześnie Tel Awiw rozwinął się jako wielka aglomeracja miejska z drapaczami chmur, nowoczesnymi biurowcami i centrami badawczo-naukowymi. W 1993 Tel Awiw został zaklasyfikowany jako metropolia globalna.
Tel Awiw ucierpiał od palestyńskiego terroryzmu. Do pierwszego zamachu samobójczego doszło 19 października 1994 (terrorysta z Hamasu wysadził się w autobusie linii nr 5 zabijając siebie i 21 pasażerów). Do najbardziej krwawego zamachu doszło 1 czerwca 2001, gdy samobójca wysadził się w klubie nocnym Dolphi Disco, zabijając 21 osób i raniąc kolejnych ponad 100.

### Nazwa
Nazwa Tel Awiw (dosłownie „Wzgórze Wiosny”; „Wiosenne Wzgórze”) została wybrana w 1910 spośród kilku propozycji. Jedną z propozycji była nazwa Herzlija.
Słowo Tel Awiw jest hebrajskim tytułem noweli wydanej w 1902 przez Teodora Herzla pt. Altneuland (pol. Stara Nowa Ziemia). Została ona przetłumaczona z niemieckiego na hebrajski pod tytułem Tel Awiw przez Nachuma Sokołowa. Sokołow zaczerpnął tytuł z Księgi Ezechiela 3:15

Przybyłem do zesłańców, do Tell-Abib, osiedlonych nad rzeką Kebar,
i w osłupieniu pozostawałem tam przez siedem dni wśród nich.

Nazwa ta została uznana za najbardziej odpowiednią, ponieważ obejmowała w sobie ideę odnowienia starożytnej żydowskiej ojczyzny w Ziemi Izraela. Hebrajskie słowo awiw jest tłumaczone jako „wiosna”, i symbolizuje odnowienie. Natomiast słowo tell oznacza miejsce archeologiczne, w którym znajdują się pozostałości dawnych osad.
Odnośnie do etymologii słowa Jafa albo Jafo występują różnorodne koncepcje. Niektórzy uważają, że wywodzi się ono od hebrajskich słów jafah lub jofi oznaczających „piękny” lub „piękno”. Natomiast tradycja wskazuje na Jafeta, syna Noego, który miał założyć to miasto.

## Symbole

Herb Tel Awiwu

W 1934, na 25. rocznicę założenia miasta Tel Awiw, władze miejskie doszły do wniosku, że nadszedł czas na stworzenie dla niego własnego herbu. Konkurs nadesłanych prac wygrał artysta Nachum Gutman. Jego projekt zawierał w sobie charakterystyczne motywy miasta oraz podkreślał związek z jego duchowym ojcem Theodorem Herzlem. Siedem gwiazd nawiązuje do planu Herzla, który chciał 7-godzinnego dnia pracy – przez wiele lat urzędnicy miejscy w Tel Awiwie tak pracowali. Umieszczona w centrum logo latarnia morska nawiązuje do starego portu Tel Awiwu, który przez wiele lat służył jako brama do kraju dla tysięcy imigrantów. Umieszczony w herbie napis pochodzi z Księgi Jeremiasza 31:4

Znowu cię zbuduję i będziesz odbudowana.

W 1959 przy okazji 50. rocznicy Tel Awiwu zrewidowano wygląd herbu. Dodano baldachim w kształcie budynków mieszkalnych, co sugeruje ogromną rozbudowę miasta.

## Polityka
| Burmistrz               | Lata sprawowania urzędu |
| ----------------------- | ----------------------- |
| Meir Dizengoff          | 1921–1925               |
| Dawid Bloch             | 1925–1927               |
| Meir Dizengoff          | 1928–1936               |
| Jisra’el Rokach         | 1936–1952               |
| Chajjim Lewanon         | 1953–1959               |
| Mordechaj Namir         | 1959–1969               |
| Jehoszua Rabinowic      | 1969–1974               |
| Szelomo Lahat („Chich”) | 1974–1993               |
| Roni Milo               | 1993–1998               |
| Ron Chuldaj             | od 1998                 |

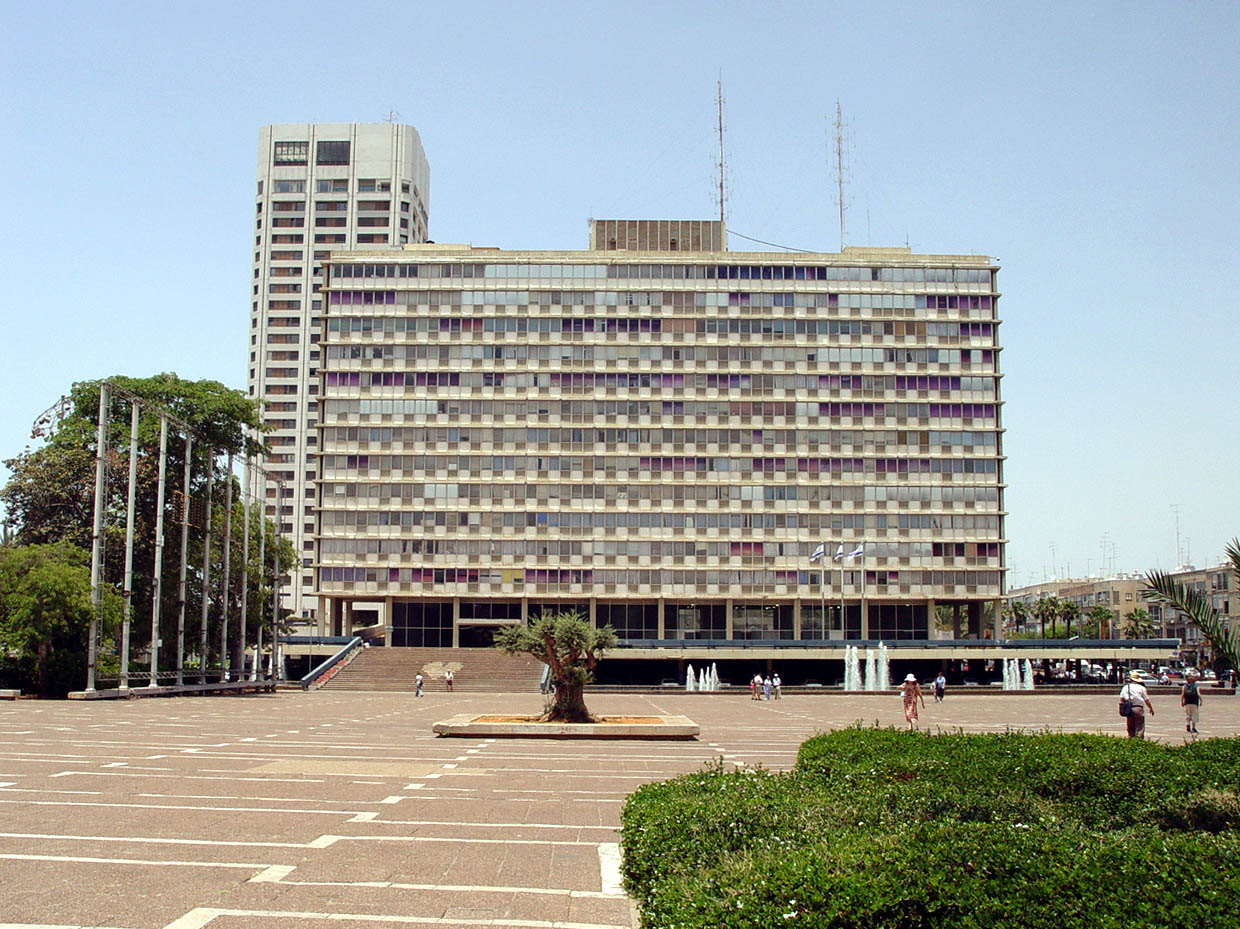
Urząd Miejski Tel Awiwu

Tel Awiw jest rządzony przez liczącą 31 osób Radę Miejską, która jest wybierana na pięcioletnią kadencję na drodze bezpośrednich proporcjonalnych wyborów. Prawo wyborcze posiadają wszyscy izraelscy obywatele od ukończenia 18 lat życia i mieszkający co najmniej jeden rok w Tel Awiwie.
Miejskie władze samorządowe są odpowiedzialne za świadczenia socjalne, programy społeczne, infrastrukturę publiczną, urbanistykę, edukację, kulturę, turystykę i inne lokalne sprawy. Ratusz miejski znajduje się przy Rabin Square. Począwszy od 2008 burmistrzem Tel Awiwu jest Ron Chuldaj, pełniący swoje obowiązki od 1998. Najdłużej burmistrzem miasta był Szelomo Lahat, który pełnił swoje obowiązki przez 19 lat. Najkrócej, bo dwa lata (1925–1927), funkcję piastował Dawid Bloch.
Pod względem politycznym miasto jest rozdarte pomiędzy Partię Pracy, posiadającą tradycyjnie duże poparcie w północnych dzielnicach, i Likud oraz inne mniejsze partie prawicowe i religijne, posiadające tradycyjnie elektorat w południowych dzielnicach. W 2006 po wejściu na arenę polityczną partii Kadima uległ zmianie również rozkład sił w Tel Awiwie. Ta centrowa partia zdobyła wówczas 28% głosów w mieście, drugie miejsce zajęła Izraelska Partia Pracy, zdobywając 20% głosów.
W mieście swoją siedzibę mają władze Dystryktu Tel Awiwu.
W Tel Awiwie znajdują się liczne zagraniczne ambasady i konsulaty.

## Architektura

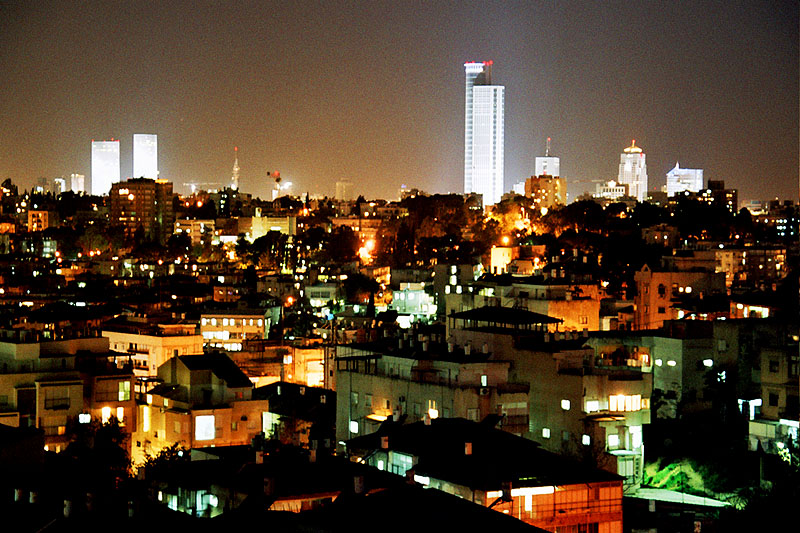
Tel Awiw-Jafa

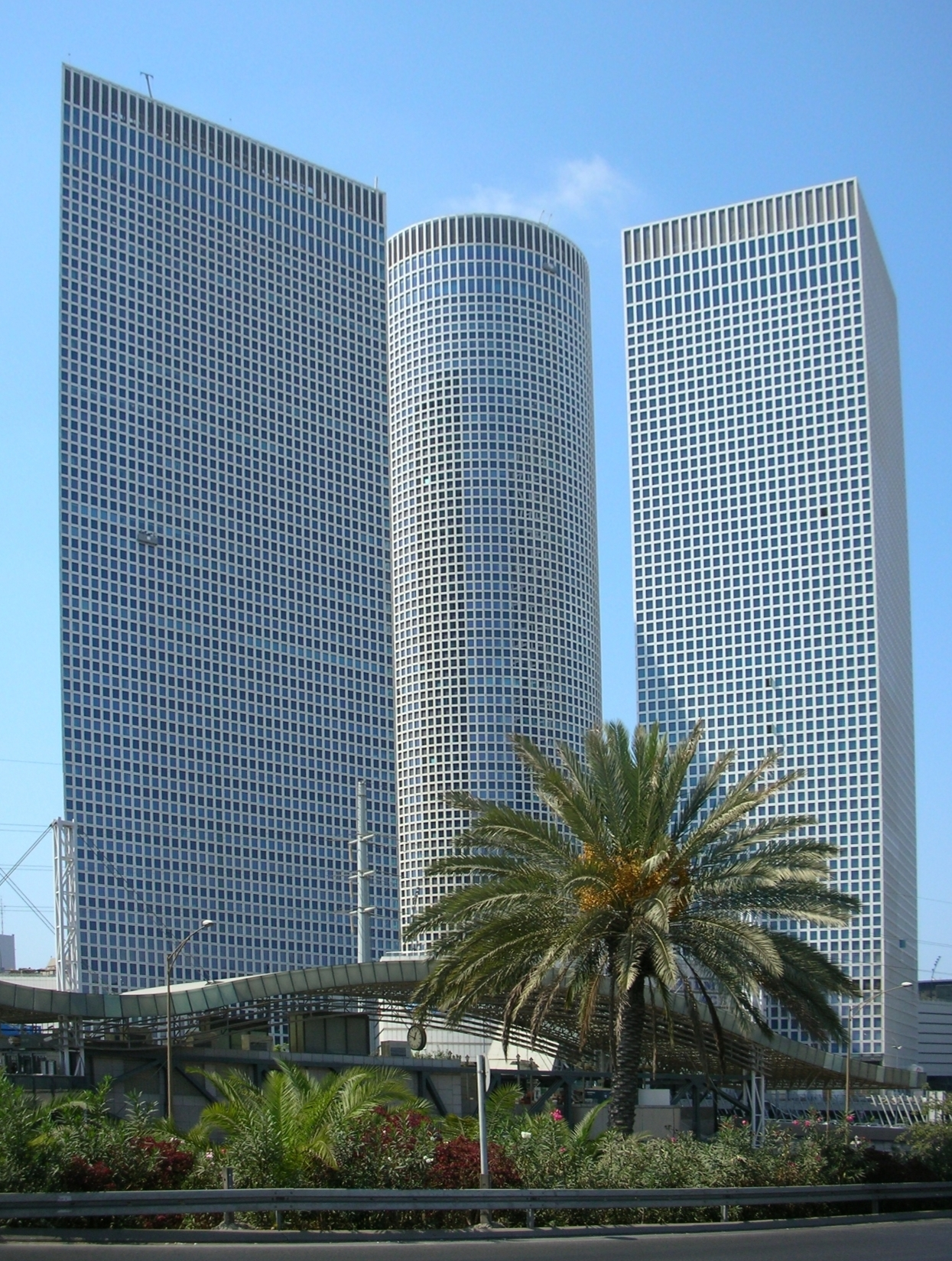
Centrum Azrieli, kompleks trzech drapaczy chmur w Tel Awiwie

### Układ urbanistyczny
Tel Awiw jest wielką nadmorską aglomeracją, która posiada wyraźnie określone centrum, położone w odległości około 6 km od wybrzeża, w rejonie czterech głównych ulic miejskich. Najważniejsze ulice miasta biegną po osi północ-południe, mniej więcej równolegle do wybrzeża. Przy samych plażach leży Ha Yarkon Street, przy której wybudowano liczne hotele. Następną jest Ben Yehuda Street, opanowana przez tanie schroniska oraz liczne kawiarnie i kluby nocne. Za nią jest Dizengoff Street z wielkimi centrami handlowymi i Ibn Gvirol Street wyznaczająca wschodnią granicę śródmieścia. Piątą ważną ulicą miasta jest Allenby Street, prowadząca od Ben Yehuda Street do dworca autobusowego.

### Rozwój przestrzenny
Tel Awiw został założony przez Żydów, którzy uciekając od ciasnoty i fatalnych warunków sanitarnych panujących w arabskiej Jafie założyli pośród wydm dwa nieduże osiedla: Newe Cedek (1886) i Newe Szalom (1890). Ich ambicją stało się stworzenie dużego miasta. Do stworzenia projektu zaproszono kilku urbanistów, którzy mieli wzorować się na angielskim mieście-ogrodzie. Ostatecznie wybrano rozwiązanie zaproponowane przez prof. Borisa Schatza.
Wczesna zabudowa Tel Awiwu składała się w większości z jednopiętrowych domów z dachami z czerwoną dachówką (wzniesionych w europejskim stylu). Pierwsze osiedle Newe Cedek składało się z dwupiętrowych domów wzniesionych z piaskowca. Szybki wzrost populacji miasta na początku XX wieku wymusił nieco chaotyczny rozwój miasta. Na przykład Allenby St., planowaną jako główną arterię w mieście biegnącą na osi północ-południe, skierowano w stronę wybrzeża tylko po to, aby ułatwić dojazd do nadmorskich kawiarenek. W 1925 Patrick Geddes stworzył generalny plan rozbudowy miasta, oparty na strukturze nowoczesnych tras komunikacyjnych i zielonych bulwarów. Plan przyjęła w 1925 Rada Miejska pod przewodnictwem Meira Dizengoffa. Dwu- i trzypiętrowe budynki wkomponowano wówczas w otoczenie zielonych bulwarów i publicznych parków. By zadośćuczynić symbolice żydowskiej, nową dzielnicę Newe Sza’anan zaprojektowano w kształcie siedmioramiennej menory.
W latach 20. i 30. do Palestyny napłynęli liczni żydowscy architekci, którzy uciekali z hitlerowskich Niemiec. Przyczynili się oni do powstania liczącego ponad 3 tys. budynków centrum Tel Awiwu. Wszystkie te budynki wzniesiono zgodnie z zasadami architektury szkoły Bauhaus i architekta Le Corbusiera. Obecnie w mieście znajduje się ponad 5 tys. budynków wybudowanych w stylu Bauhaus. Zespół miejski Białego Miasta Tel Awiwu został umieszczony w 2003 na Liście światowego dziedzictwa UNESCO, jako największe na świecie skupisko budynków modernistycznych.
W początkowym okresie niepodległości Izraela do Tel Awiwu przyjeżdżało wielu imigrantów. Wiązało się to z pilną potrzebą rozbudowy osiedli mieszkaniowych, infrastruktury miejskiej i ciągów komunikacyjnych. Potrzeby przewyższały możliwości finansowe budżetu miasta. Sytuacja poprawiła się dopiero w latach 70., kiedy w budownictwo zaangażował się coraz prężniejszy sektor prywatny. W tym okresie styl modernizmu ustąpił miejsca nowoczesnym wieżom biurowców, łańcuchowi nadbrzeżnych hoteli, centrów handlowych i drapaczy chmur. Tel Awiw przestał rozrastać się na boki, ale zaczął piąć się w górę, jednak prywatni przedsiębiorcy wyburzyli wiele zapuszczonych i zaniedbanych starych domów. Dopiero w latach 80. zaczęto realizować liczne projekty restauracji starych domów, dążąc do przywrócenia ich pierwotnego wyglądu.
W ostatnich latach w mieście pojawiło się wiele nowoczesnych drapaczy chmur, które są widocznym znakiem zamożności miasta.

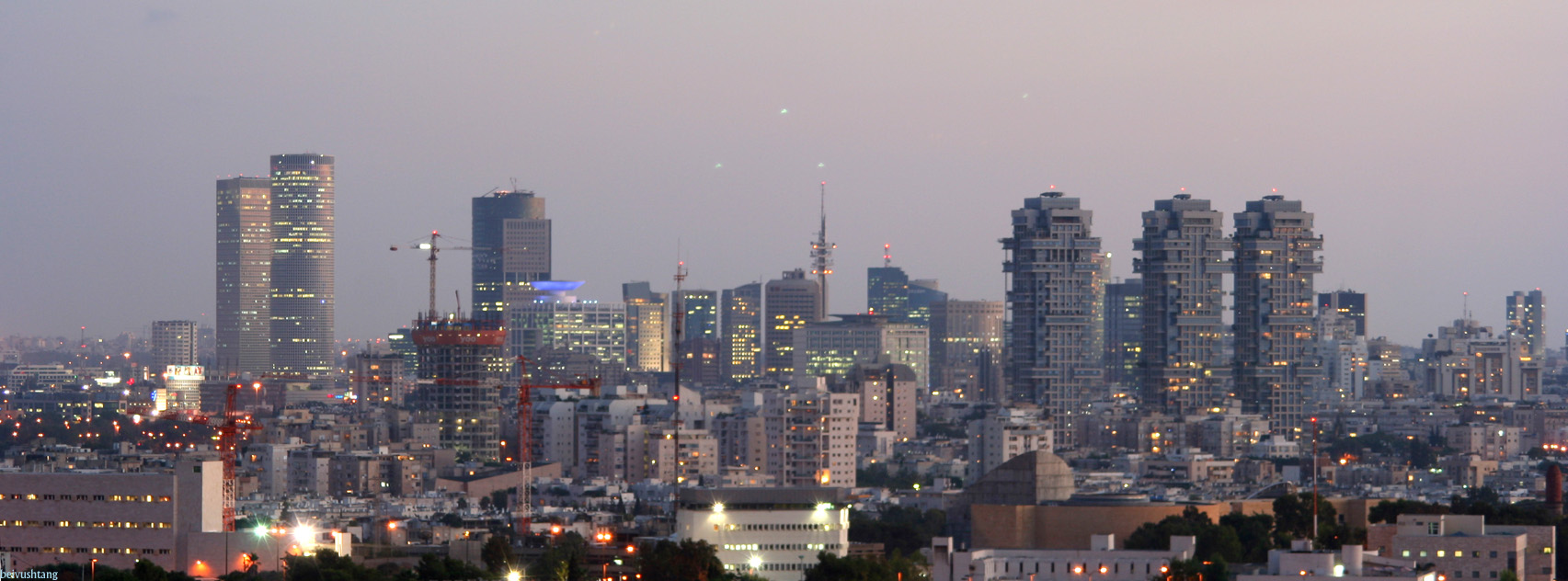
Panorama Tel Awiwu

### Zabytki

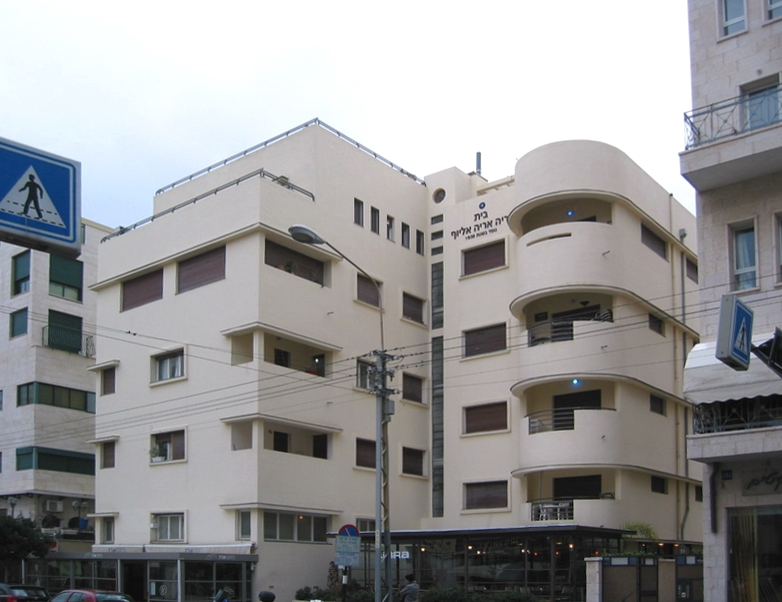
Białe Miasto Tel Awiw

- Białe Miasto Tel Awiw odnosi się do zgrupowania prawie 5 tys. budynków wzniesionych w stylu Bauhaus i międzynarodowym w mieście Tel Awiw-Jafa. Większość budynków w mieście posiada biały kolor, dlatego Tel Awiw bywa nazywany „białym miastem”. Stanowią one dziedzictwo narodowe Izraela. Ten zespół miejski został umieszczony w 2003 na Liście światowego dziedzictwa UNESCO, jako największe na świecie skupisko budynków modernistycznych[8].
- Port w Jafie jest jednym z najstarszych portów na świecie. Za falochronem znajdują się poczerniałe skały, z których największą nazwano Andromedą (według mitologii greckiej księżniczka Andromeda została przykuta do tej skały w ofierze morskiemu potworowi – uwolnić ją miał Perseusz). W porcie cumują statki wycieczkowe oraz kutry rybackie. Historyczne doki portowe zamieniono w nastrojowe targowisko[69].
- Meczet Mahamoudia pochodzi z 1812. Góruje nad nim wieża XII-wiecznego minaretu. Przy budowie meczetu wykorzystano kolumny ukradzione z Cezarei i Aszkelonu. Tuż przy nim znajduje się fontanna wybudowana dla pielgrzymów oraz zupełnie niearabska wieża zegarowa, wzniesiona w 1906 na cześć tureckiego sułtana Abd-ul-Hamida II[72].

## Kultura

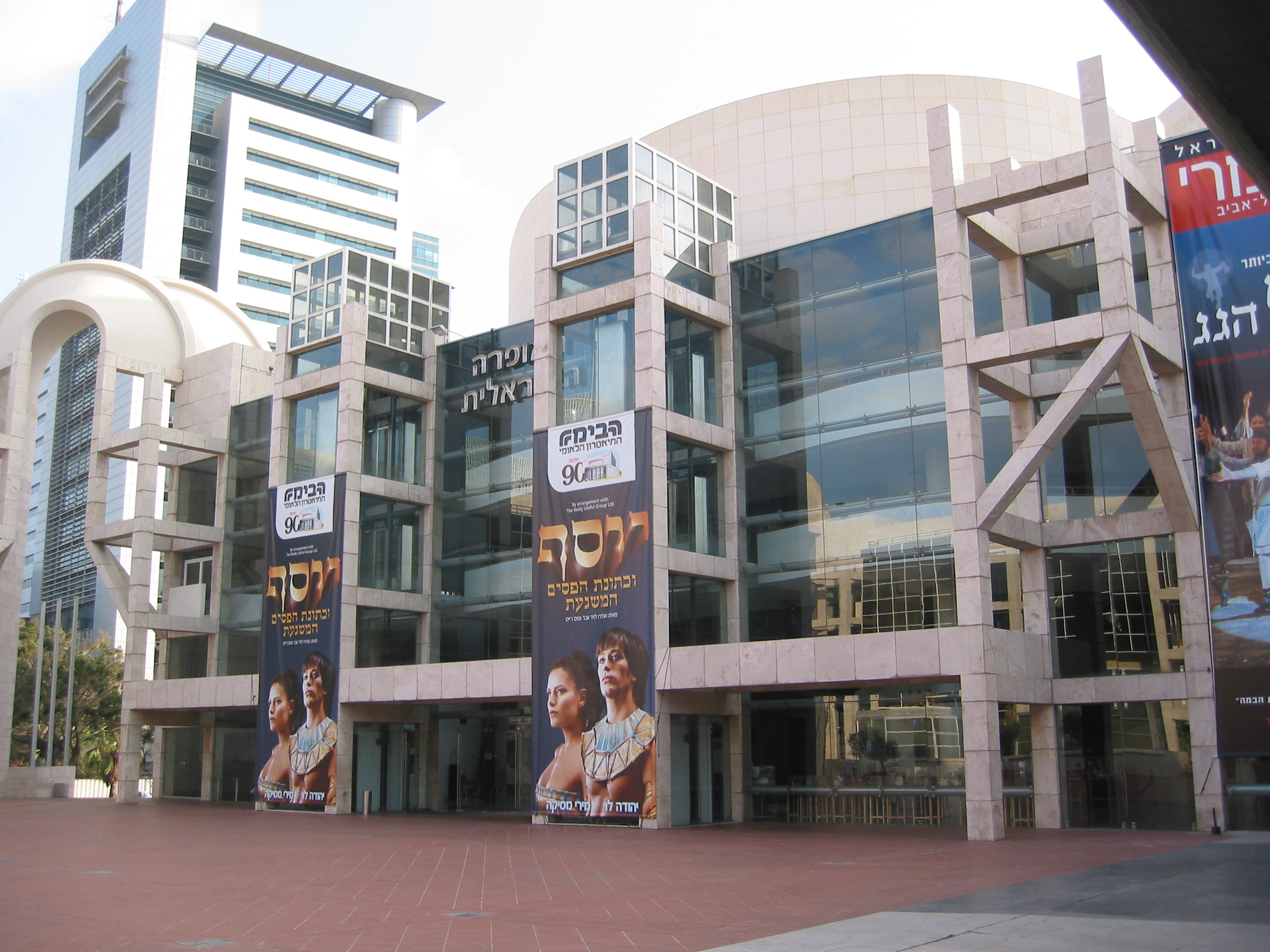
Performing Arts Center w Tel Awiwie

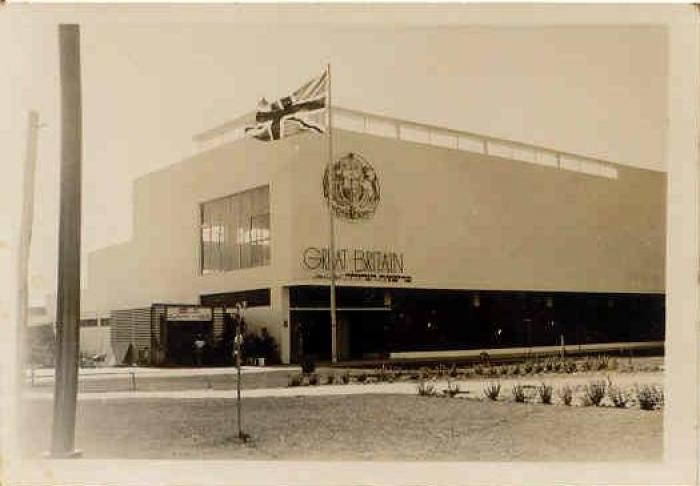
Międzynarodowe Targi – Оrient Fair, 1934 – Brytyjski pawilon

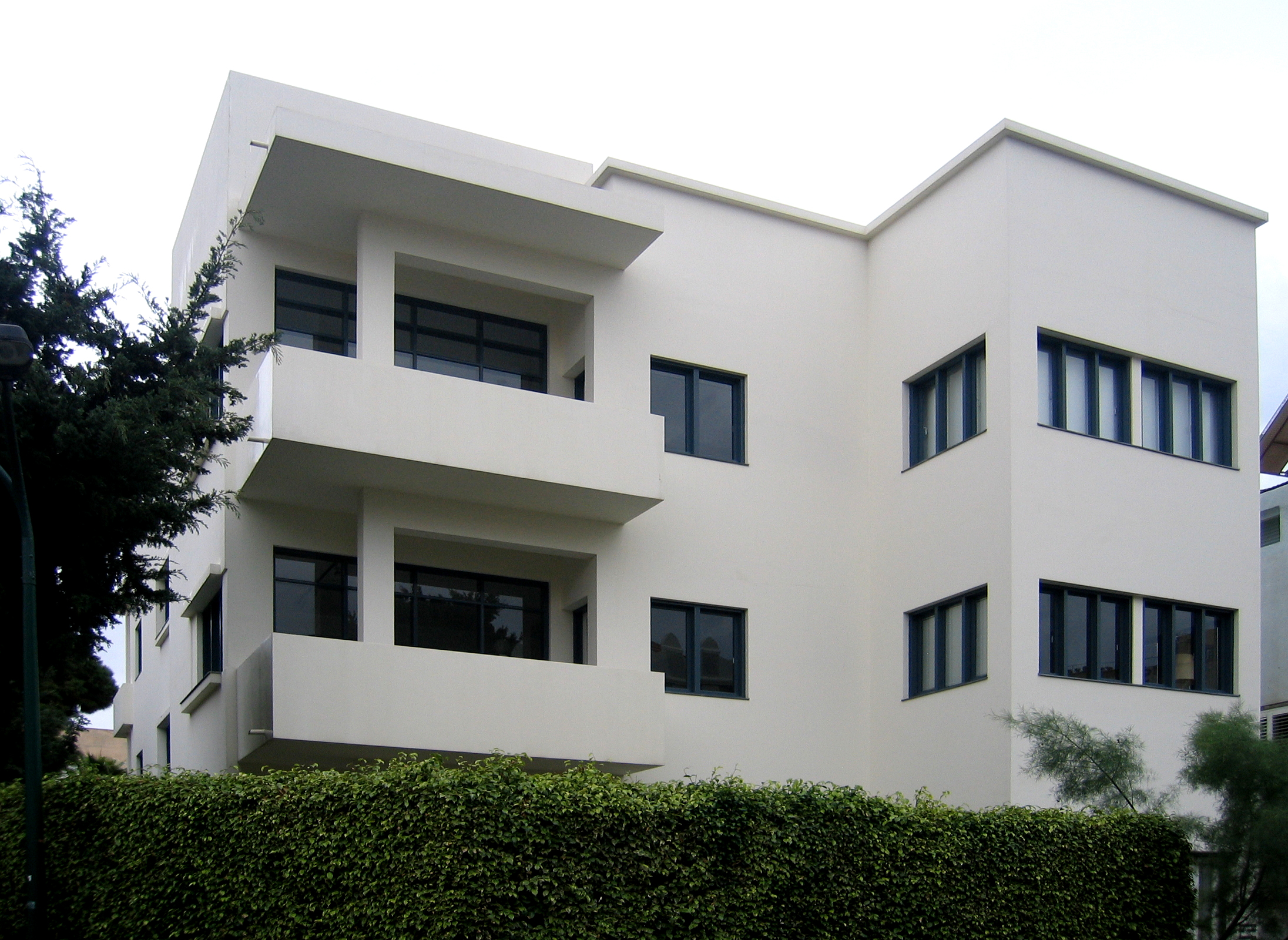
Tel Aviv Museum Bauhaus

Tel Awiw jest głównym ośrodkiem kultury w Izraelu. Osiemnaście z 35 najważniejszych izraelskich ośrodków kultury znajduje się w Tel Awiwie, wliczając w to pięć z dziewięciu dużych teatrów. Odbywa się tutaj 55% wszystkich przedstawień w kraju.
Najważniejszym teatrem jest Izraelski Teatr Narodowy Habima, który został założony w 1918 w Moskwie i w 1931 przyjechał do Tel Awiwu. Teatr tworzy grupa 80 aktorów i 120 pracowników, którzy wystawiają do czterech sztuk dziennie. Teatr Cameri został założony w 1944 i od samego początku swojego istnienia wystawiał sztuki w języku hebrajskim. Jego spektakle obejrzało już ponad 20 milionów widzów. W 1980 centrala związkowa Histadrut otworzyła Teatr Beit Lessin, który wystawia klasykę i dramat. Najmłodszym teatrem Tel Awiwu jest założony w 1991 przez pochodzących z Rosji nowych imigrantów Teatr Gesher, który ma dwujęzyczny repertuar (hebrajski i rosyjski). Zyskał on niekwestionowane uznanie w Izraelu i na całym świecie. Innymi teatrami są Hasimta w Jafie, Teatr Jidysz, Teatr Lalek przy Parku Jarkon i Państwowy Teatr dla Dzieci i Młodzieży Orna Porat.
Tel Aviv Performing Arts Center (Centrum Sztuk Scenicznych w Tel Awiwie), znane również jako Centrum im. Goldy Meir, jest siedzibą Opery Izraelskiej (w której w latach 1962–1965 występował Plácido Domingo) i Cameri Theater. W tym nowoczesnym gmachu odbywają się koncerty oraz przedstawienia teatralne. Największą sceną miejską jest Audytorium Fredrica R. Manna (Heichal Hatarbut), które ma widownię na 3 tys. osób. Jest to siedziba Izraelskiej Orkiestry Symfonicznej. Centrum Tańca i Teatru Suzanne Dellal to piękny kompleks budynków będący siedzibą zespołów tanecznych Inbal i Bat Szewa oraz teatru Newe Cedek.

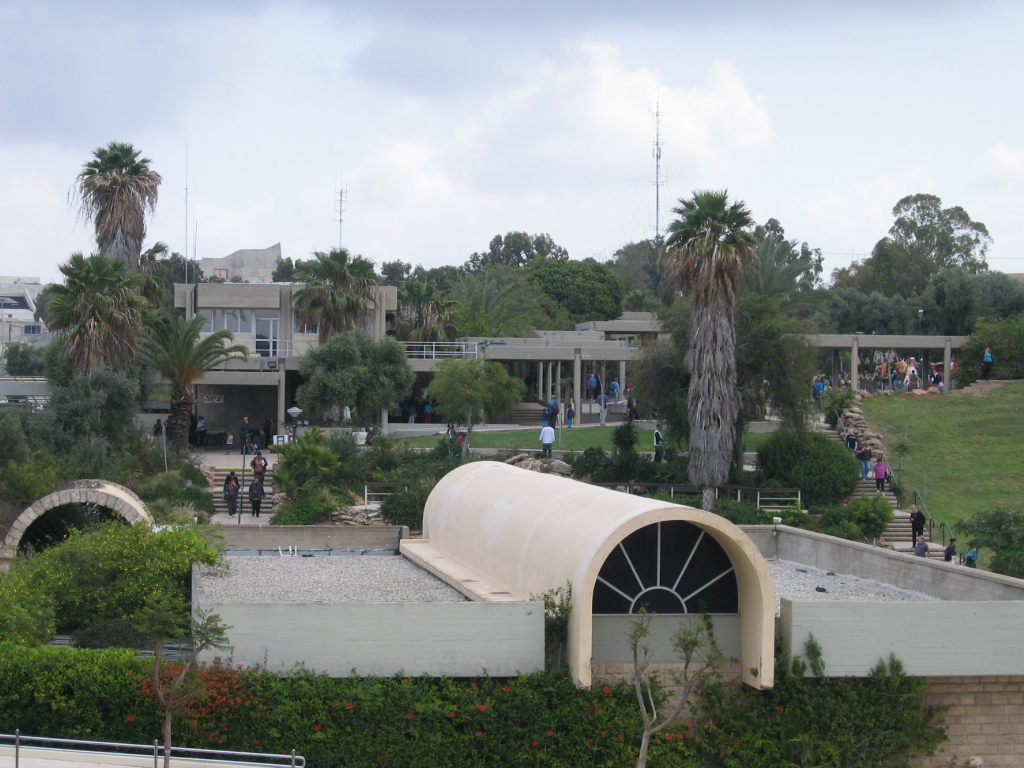
Muzeum Ziemi Izraela

W Tel Awiwie znajdują się trzy największe izraelskie muzea, które każdego roku zwiedza 1,1 miliona gości. Szczególne miejsce zajmuje założone w 1953 Muzeum Ziemi Izraela, które w rzeczywistości jest „miastem muzeów” – w skład tego kompleksu muzealnego wchodzą: muzeum szkła, muzeum ceramiki, muzeum monet Kadman, muzeum miedzi, muzeum etnografii, muzeum folkloru, muzeum Tel Kassila, planetarium i ogrody. Znajduje się ono w dzielnicy Ramat Awiw. Założone w 1932 Muzeum Sztuki Tel Awiwu jest największym muzeum sztuki w Izraelu. Wśród stałych wystaw można zobaczyć tutaj najlepsze izraelskie obrazy i rzeźbę od lat 20. do czasów współczesnych oraz sztukę europejską z XVI–XIX wieku i amerykańską z XX wieku. W kampusie Uniwersytetu znajduje się utworzone w 1978 Muzeum Żydowskiej Diaspory (Bet ha-Tefucot). Zajmuje ono honorowe miejsce w całym żydowskim świecie jako pierwsze muzeum poświęcone historii narodu żydowskiego i jego kulturze na przestrzeni ponad dwóch tysięcy lat. Stała ekspozycja opowiada historię Żydów żyjących w Diasporze. Wykorzystywane są w tym celu prezentacje multimedialne. Batey Haosef Museum jest muzeum prezentującym historię Sił Obronnych Izraela. W pobliżu Uniwersytetu znajduje się Muzeum Palmach z unikatowymi prezentacjami multimedialnymi. W Muzeum Historii Tel Awiwu można oglądać Salę Niepodległości, w której w 1948 proklamowano niepodległość państwa Izrael.
W licznych miejskich kinach można oglądać premiery izraelskich oraz międzynarodowych filmów. W 2006 miejskie kina odwiedziło 1 272 900 osób, co stanowiło 15,2% wszystkich widzów w całym kraju. Tel Awiw jest gospodarzem kilku festiwali filmowych, w tym Festiwalu Animacji, Komików i Karykatur, Festiwalu Filmu Studenckiego, Festiwalu Filmu i Video i innych.
W mieście działają 24 biblioteki, w których w 2006 znajdowało się prawie 950 tys. książek. W bibliotekach jest zarejestrowanych prawie 30 tys. czytelników. Główną biblioteką miejską jest Biblioteka Shaar Zion, której kolekcja liczy około 470 tys. książek w różnych językach. Została ona założona w 1922 w Jafie i w 1977 została przeniesiona do nowego gmachu w Beit Ariela.
Dodatkowo miasto utrzymuje sieć domów kultury, w których działają 24 chóry, 12 orkiestr i 14 grup tanecznych.

## Media

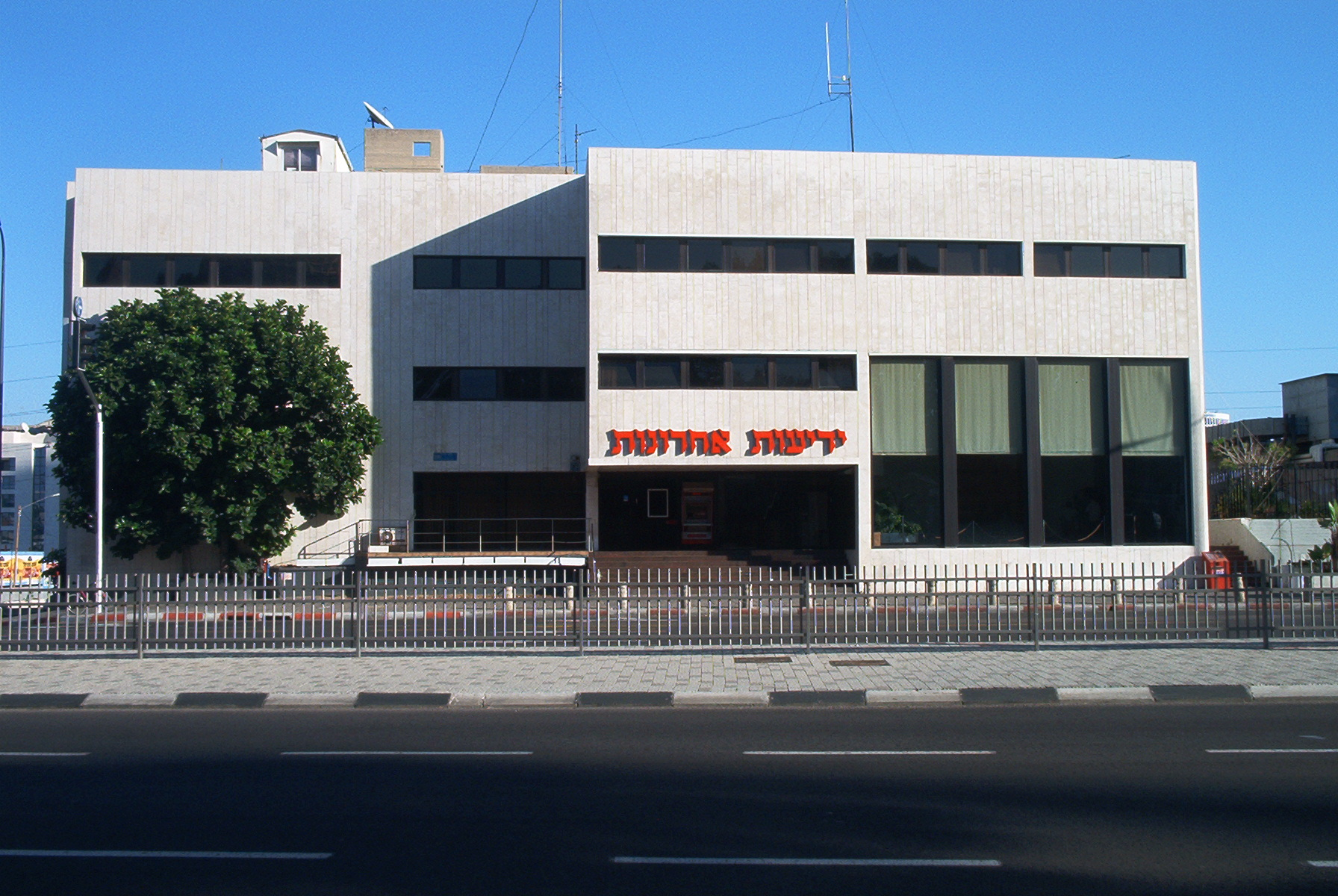
Główna siedziba Jedi’ot Acharonot w Tel Awiwie

W Tel Awiwie swoją siedzibę mają trzy największe izraelskie wydawnictwa gazet – „Jedi’ot Acharonot”, „Ma’ariw” i „Ha-Arec”. W mieście znajdują się także trzy najważniejsze izraelskie sieci telewizyjne – Keszet, Reshet i Channel 10 -, dwie największe w Izraelu stacje radiowe: Galatz i Galgalatz.
Władze miejskie wykorzystują telewizję kablową do rozpowszechniania programu telewizji miejskiej. Ośrodek kultury Bikurei Eitim służy jako centrum dla zespołów przygotowujących programy. Odbywają się w nim szkolenia i ustala się harmonogram działań. Telewizja społeczna jest ważnym narzędziem umożliwiającym demokratyczną komunikację w Tel Awiwie. Pracuje tutaj dwanaście zespołów, które przygotowują średnio jeden program miesięcznie. Codziennie jest nadawany 2-3 godzinny dziennik z lokalnymi informacjami.

## Edukacja i nauka

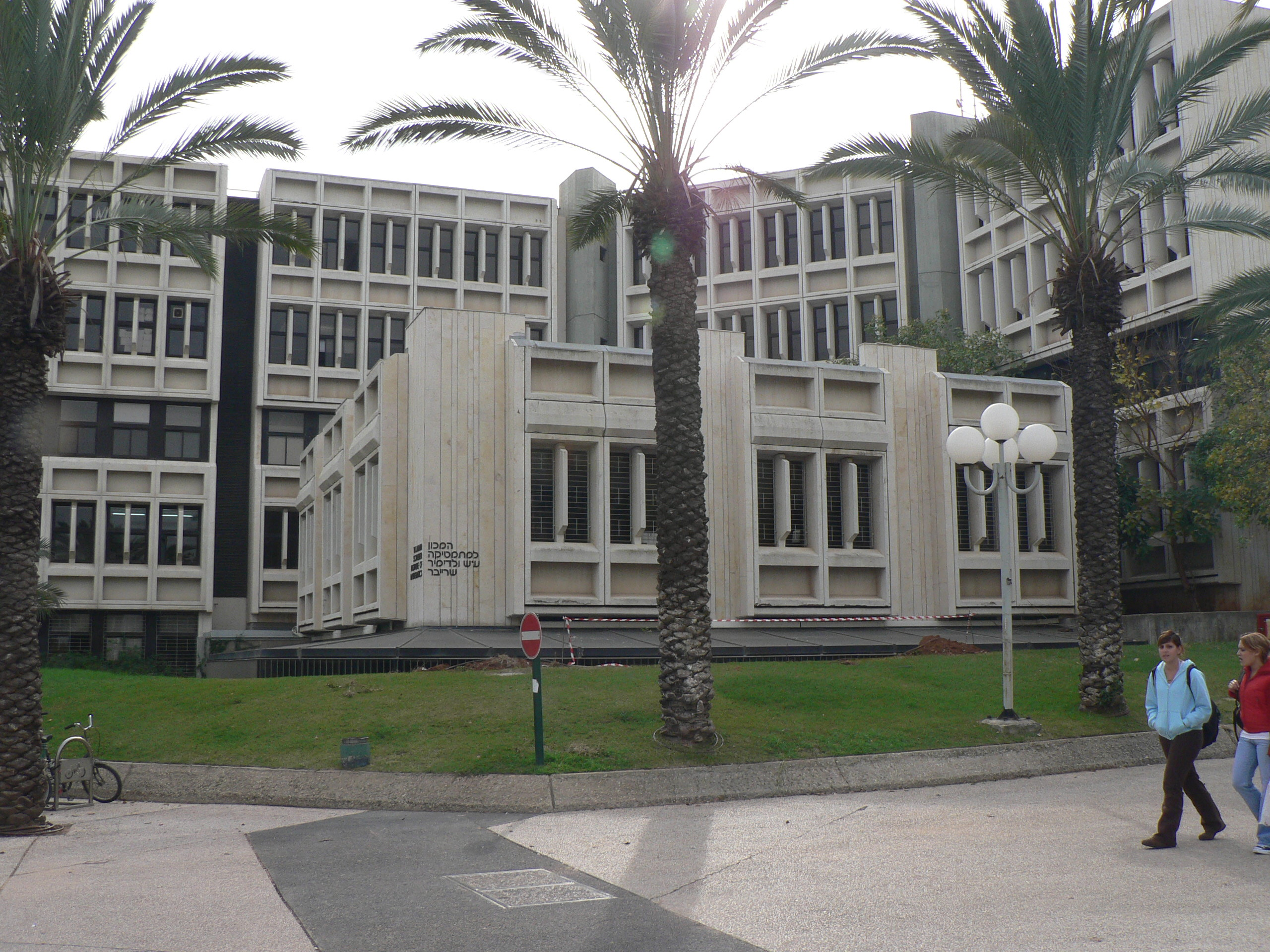
Uniwersytet Telawiwski

Tel Awiw jest siedzibą licznych szkół, college’ów i uczelni. W 2006 w Tel Awiwie uczyło się 51 359 uczniów, z czego 8977 w miejskich przedszkolach, 23 573 w szkołach podstawowych i 18 809 w liceach. 65% uczniów kończących szkoły średnie kontynuuje naukę na wyższych uczelniach, co jest wskaźnikiem wyższym o 5% od średniej w kraju. W 2008 w pierwszych klasach szkół podstawowych uczyło się 4 tys. dzieci, i oczekuje się, że do 2012 liczba ta wzrośnie do 6 tys. W związku z przewidywanym wyżem demograficznym planuje się otworzenie 20 dodatkowych klas, głównie w szkołach na północy miasta. Planuje się również wybudowanie nowej szkoły podstawowej w osiedlu Sede Dow i nowego liceum na północy miasta.
Najsłynniejszą szkołą w mieście jest Gimnazjum Herzlija (hebr. הגימנסיה העברית הרצליה, HaGymnasia HaIwrit Herclijja), które w 1909 przeniosło się z Jafy do Tel Awiwu. Szkoła kontynuuje swoją działalność, chociaż przeniosła swoją siedzibę na Jabotinsky Street.
Działalność naukowa skupia się na Uniwersytecie Telawiwskim, który jest największą uczelnią w Izraelu. Został on utworzony w 1956 i obecnie uczy się w nim 29 tys. studentów. W 1963 wybudowano nową siedzibę uniwersytetu w dzielnicy Ramat Awiw. Jest to znany na całym świecie ośrodek naukowy, słynący przede wszystkim z rozwoju fizyki, informatyki oraz chemii.
W północnej części miasta znajduje się założone w 1912 Kolegium Nauczycielskie Lewinskiego – był to pierwszy college, w którym nauczano w języku hebrajskim. Został on założony przez członków ruchu Chowewej Syjon i nazwany na cześć działacza ruchu syjonistycznego Elhana Lejba Lewinskiego (1857–1911). Tuż obok znajduje się Avshalom Institute, założony przez Szmuela Avitzura w celu pogłębiania wiedzy o Ziemi Izraela. W ich sąsiedztwie jest położony College of Management, który jest największą wyższą uczelnią zarządzania i biznesu w Izraelu. Celem szkoły jest wykreowanie nowej generacji młodych ludzi na przywódców państwa i narodowej gospodarki. College rozwija międzynarodową współpracę i organizuje liczne seminaria oraz konferencje naukowe. Inną ważną uczelnią jest College Inżynierii Afeka. Szczególnym ośrodkiem naukowo-edukacyjnym jest Centrum Technologii Edukacyjnych.
Dodatkowo miasto utrzymuje sieć 24 centrów społecznych i 5 ośrodków ponadprogramowych, które są ulokowane przy szkołach. Centra społeczne oferują szeroki program kulturalno-rekreacyjny. Jest on w sposób szczególny nakierowany na nowych imigrantów, którzy poznają kulturę Izraela i uczą się języka hebrajskiego. Specjalnym programem realizowanym dla dorosłych jest Tehila, natomiast programem dla dzieci jest Etgar. Ośrodki ponadprogramowe koncentrują swoją działalność na tzw. „trudnej młodzieży”, która często porzuca naukę w szkole. Podczas wakacji miasto utrzymuje 100 obozów letnich dla dzieci i sponsoruje wymianę młodzieży z zaprzyjaźnionymi miastami.

## Turystyka

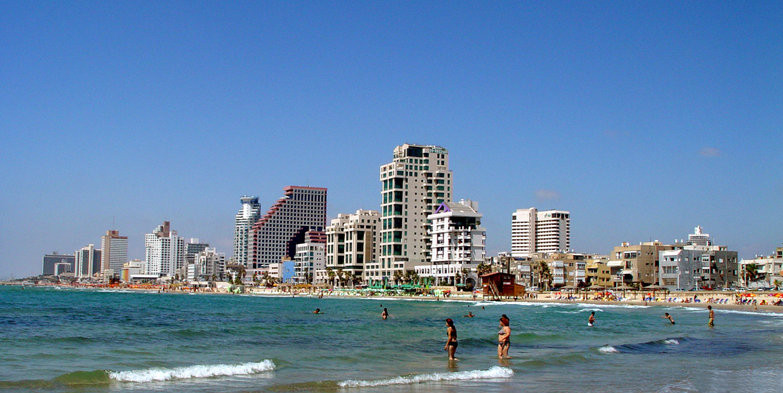
Plaże w Tel Awiwie, w tle widoczne nadmorskie hotele

Położony na wybrzeżu Morza Śródziemnego Tel Awiw przyciąga międzynarodową turystykę. Takie gazety jak „Los Angeles Times”, „The New York Times” i „Toronto Star” przedstawiają Tel Awiw jak jedno z najlepszych na świecie centrów międzynarodowej turystyki. Tel Awiw jest nazywany „miastem, które nigdy nie zasypia”.

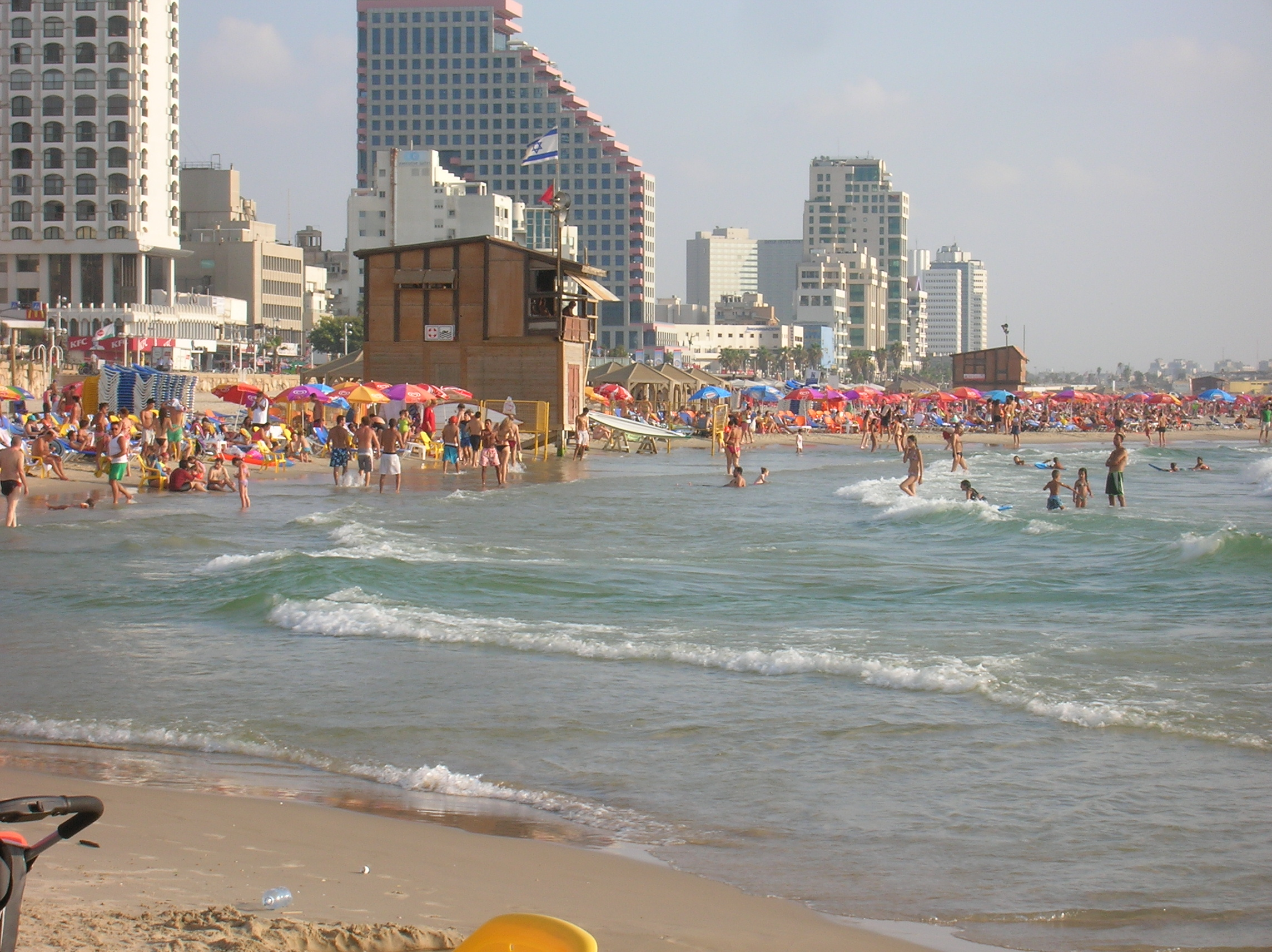
Plaże w Tel Awiwie

Jedną z największych atrakcji Tel Awiwu są wspaniałe białe plaże. Ciągnące się na długości ponad 14 km plaże słyną z drobnego, białego piasku. Można tutaj uprawiać wszelkie sporty wodne. Władze miejskie zapewniają ratowników, którzy strzegą porządku i bezpieczeństwa na kąpieliskach. Latem plaże żyją do późna w nocy, a w ich otoczeniu odbywają się koncerty oraz dyskoteki. Najbardziej zatłoczone są plaże między hotelem Hilton na północy a Opera Square na południu. W latach 30. wzdłuż pasa plaż wybudowano nadmorską promenadę, przy której powstało wiele kawiarni i restauracji. Pod koniec lat 90. promenada została odnowiona i jest obecnie jednym z najpopularniejszych miejsc w mieście. Innym popularnym miejscem jest marina, w której mogą cumować pełnomorskie jachty.
Życie nocne skupia się w południowej i wschodniej części miasta, wzdłuż Allenby Street i w pobliżu porty Jafy. Tutejsze kluby nocne odwiedza w większości młodzież preferująca muzykę disco, techno i house, ale są tu także kluby oferujące muzykę etniczną, np. orientalną, turecką lub grecką. W większości dużych hoteli są bary z muzyką rozrywkową.
Magazyn „Out” nazywa Tel Awiw „gejowską stolicą Bliskiego Wschodu”. Tel Awiw jest najbardziej liberalnym i otwartym miastem w regionie dla lesbijek, homoseksualistów, biseksualistów i transseksualistów. O liberalnej naturze miasta świadczą liczne kluby o orientacji LGBT. W Tel Awiwie odbywa się co roku parada równości, na którą przyjeżdża ponad 80 tys. ludzi.

### Informacja turystyczna

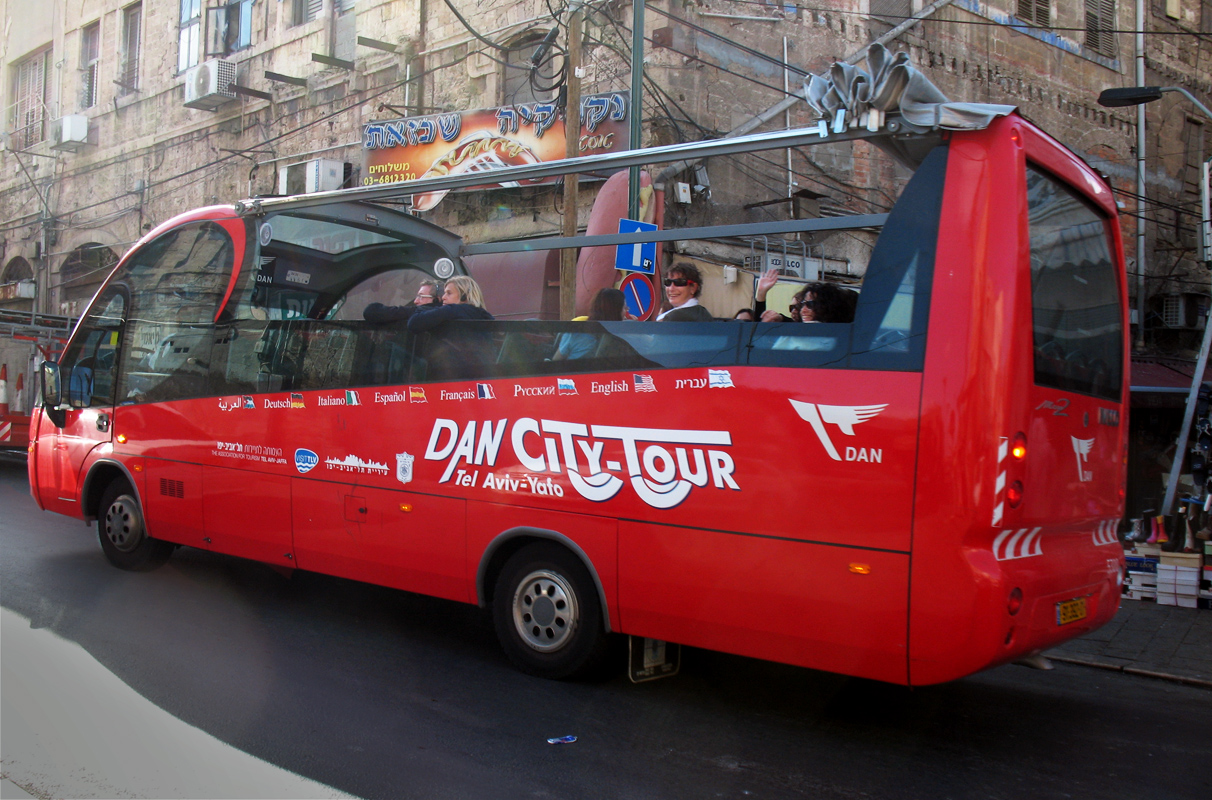
Autobus turystyczny firmy Dan City Tour w Tel Awiwie

Biuro miejskiej informacji turystycznej mieści się na 6 piętrze głównego dworca autobusowego. Biuro dysponuje licznymi folderami i informacjami na temat Tel Awiwu i wielu innych miejsc w Izraelu.

### Szlaki turystyczne
Liczne firmy turystyczne oferują turystom wycieczki po Tel Awiwie, które najczęściej kończą się w miejscowych muzeach. W mieście utworzono specjalne szlaki spacerowe, oznaczone kolorem pomarańczowo-zielonym. Te tak zwane Trasy Pomarańczowe (hebr. Tapuz) prowadzą obok najciekawszych obiektów w Tel Awiwie. W sumie wytyczono trzy takie trasy i dodatkowo jedną dla turystów zmotoryzowanych.

### Baza noclegowa
Tel Awiw co roku odwiedzają ponad dwa miliony turystów. Dla ich obsługi w mieście znajdują się 44 hotele, posiadające 5,8 tys. pokojów gościnnych. W 2006 hotele przyjęły 769 600 gości, z czego 59,1% stanowili turyści. Hotele Tel Awiwu uzyskały w ten sposób wykorzystanie pokoi noclegowych na poziomie 74,6%.
W Tel Awiwie można znaleźć praktycznie wszystkie hotele i schroniska największych światowych sieci, w tym takich jak Crowne Plaza, Sheraton, Dan Hotels, Isrotel Tower i Hilton. Najlepszym i najdroższym hotelem w mieście jest Tel Aviv Hilton, który posiada własną prywatną plażę i park. Dodatkowo w pobliskich miastach aglomeracji Gusz Dan znajduje się wiele innych tańszych hoteli.

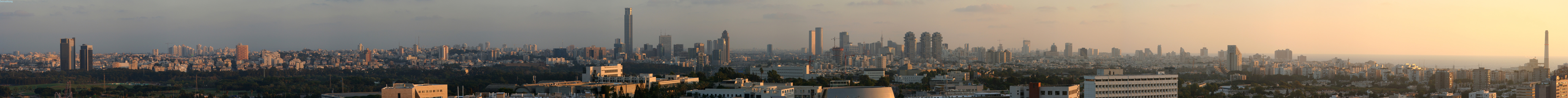
Panorama Tel Awiwu i Ramat Gan o wschodzie słońca

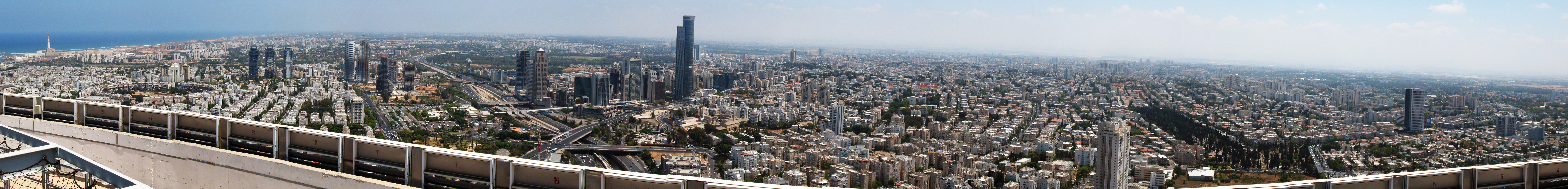
Panorama Tel Awiwu i Gusz Dan

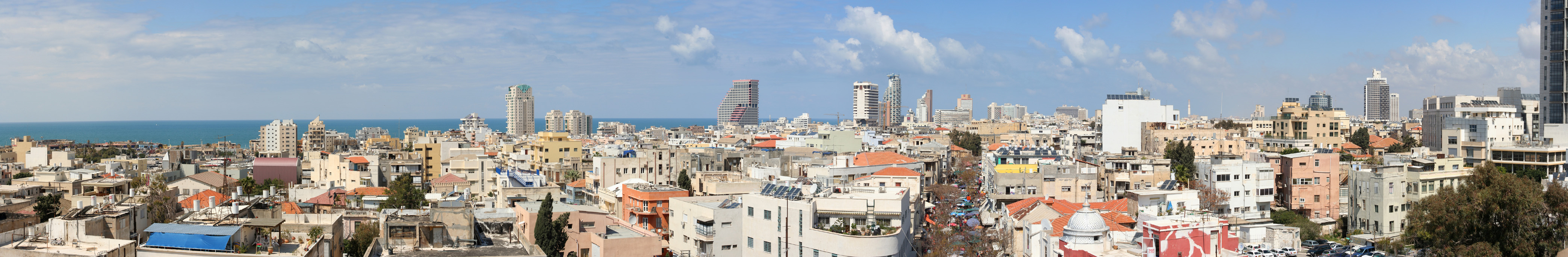
Panorama Tel Awiwu

Panorama Tel Awiwu z Centrum Azrieli

## Religia

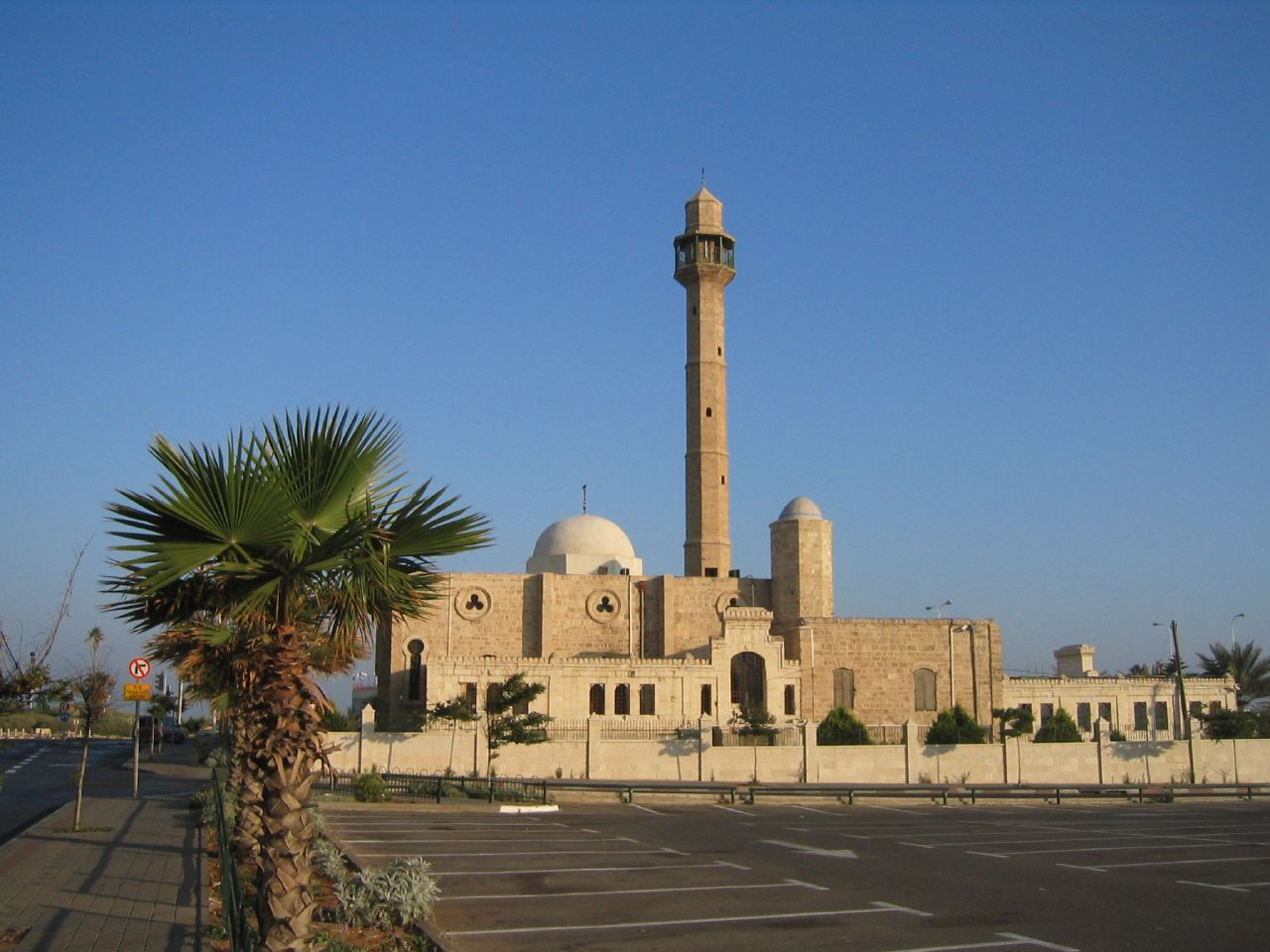
Meczet Hassan Bek w Tel Awiwie

Tel Awiw jest miastem świeckim, jednak pomimo to posiada około sto synagog, z których najważniejszą jest Wielka Synagoga (wybudowana w 1926). Tak duża liczba synagog wynika z przepisów religijnych judaizmu, wymagających bliskiego położenia bożnicy od miejsca zamieszkania. Z innych obiektów sakralnych należy wymienić słynny Meczet Hassan Bek (wybudowany w 1916 na nadbrzeżu). Większość społeczności muzułmańskiej i chrześcijańskiej mieszka w Jafie. W ostatnich latach zaczęła rosnąć liczba kościołów, które muszą zaspokoić potrzeby religijne dyplomatów oraz zagranicznych robotników.

## Sport i rekreacja

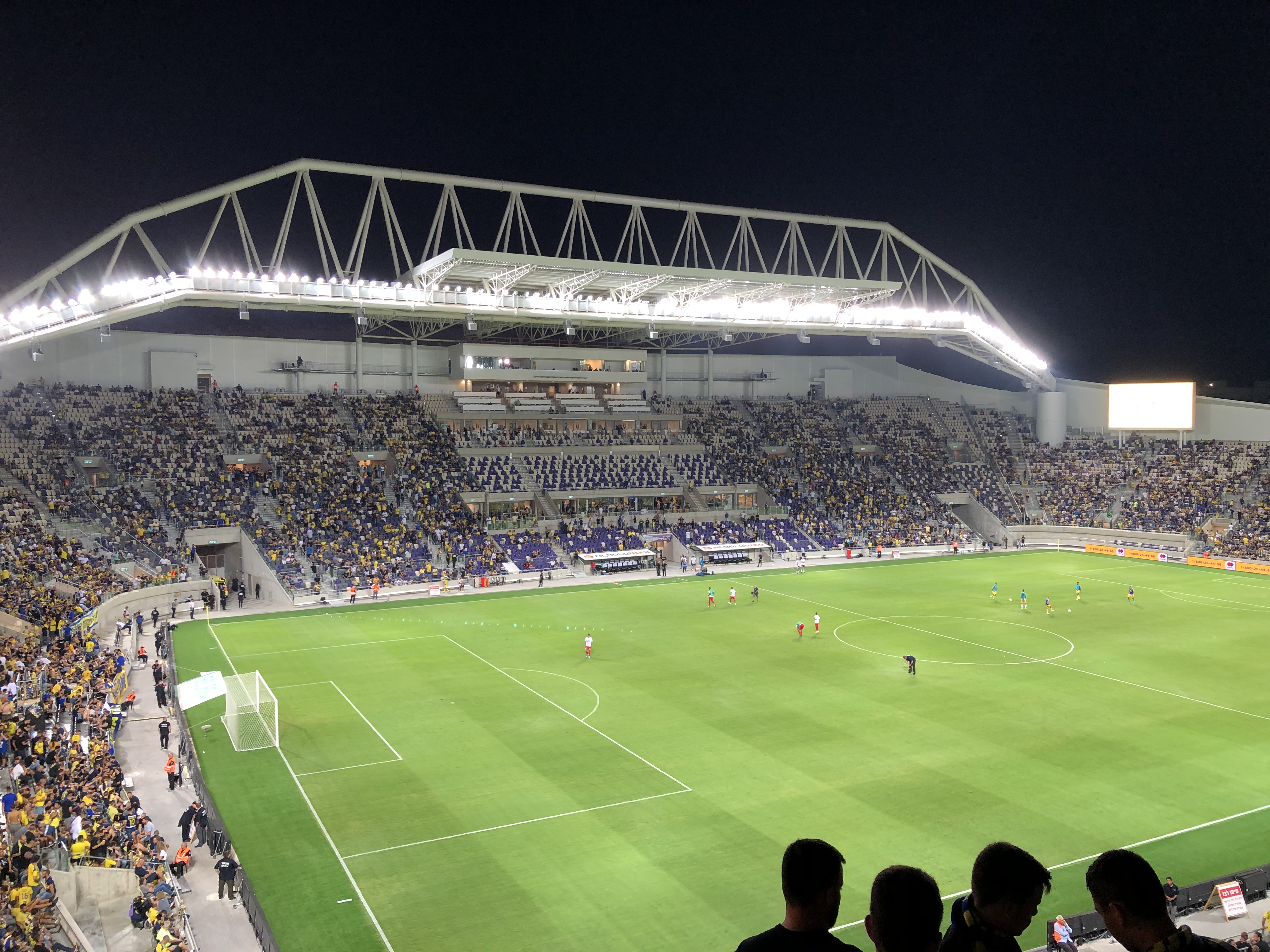
Stadion Bloomfield w Tel Awiwie

Władze miejskie Tel Awiwu kładą duży nacisk na rozwój działalności sportowej dzieci, młodzieży, osób dorosłych i starszych w mieście. W tym celu wybudowano liczne obiekty sportowe, takie jak baseny kryte i otwarte, kluby fitness, sale sportowe do koszykówki i siatkówki, boiska piłkarskie, korty tenisowe oraz stadiony lekkoatletyczne. W 1996 w mieście działały 364 drużyny sportowe – 54 występujące w krajowych rozgrywkach ligowych, 40 w regionalnych ligach, 48 w pierwszej i drugiej lidze, 51 w trzeciej i czwartej lidze, 82 drużyny młodzieżowe i 88 dziecięcych. W koszykówkę grało 104 drużyn, w piłkę nożną 81 drużyn, w tenis 54 drużyny i szachy 42 zespoły. W północnej części miasta wybudowano sportowe kompleksy z boiskami i torami do jazdy na wrotkach oraz rowerach. Znajduje się tam także jezioro zaporowe, na którym można uprawiać narciarstwo wodne.

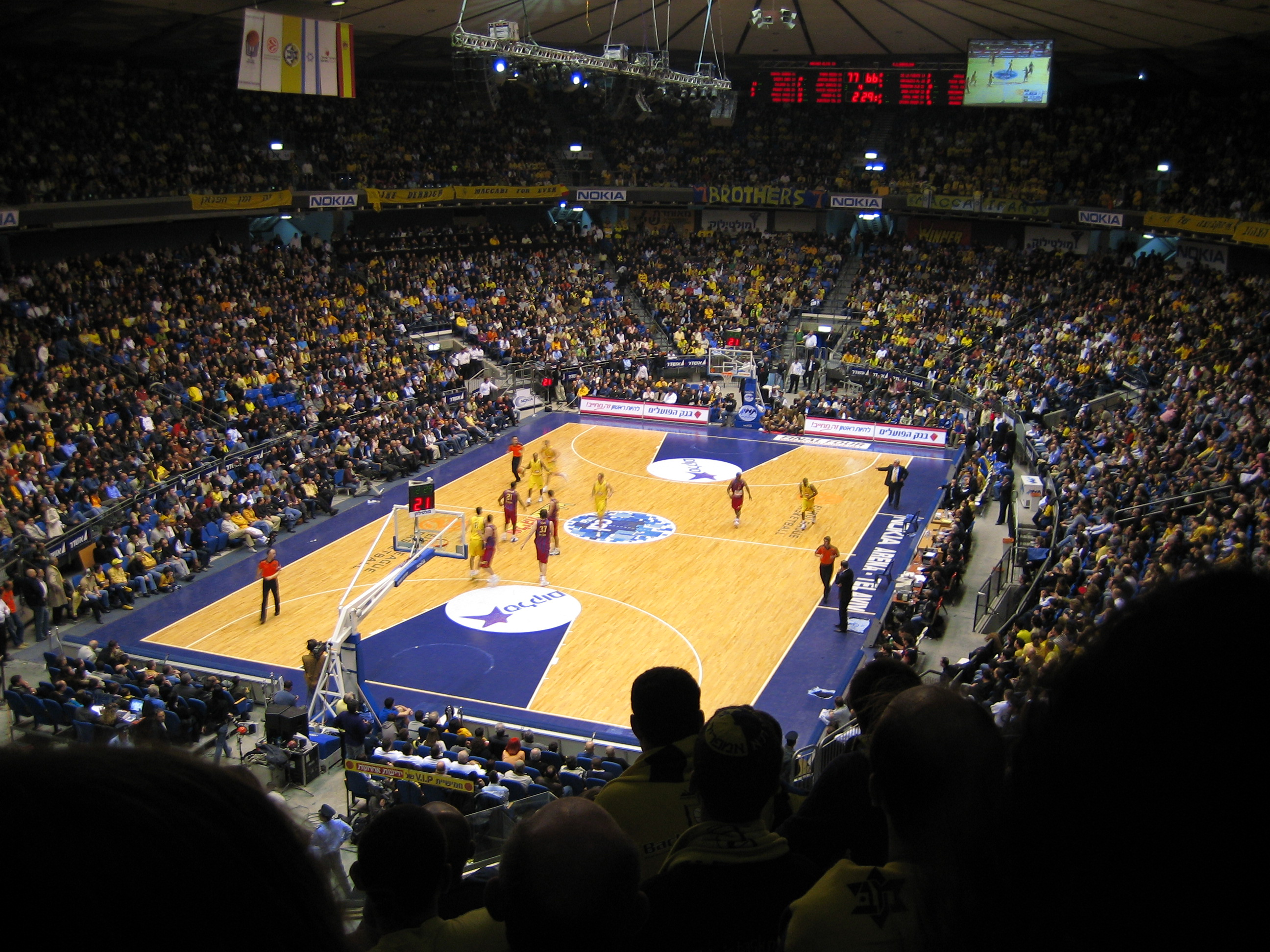
Yad Eliyahu Arena w Tel Awiwie

Tel Awiw jest siedzibą kilku najważniejszych izraelskich zespołów sportowych, w tym zaliczanej do klasy światowej drużyny koszykarskiej. Jest to jedyne miasto z trzema klubami piłkarskimi grającymi w najwyższej ligowej klasie rozgrywek w Izraelu – Ligat ha’Al.
- Największym klubem sportowym w Tel Awiwie jest Maccabi Tel Awiw, który został założony w 1906 i prowadzi ponad dziesięć różnych sekcji sportowych[110]. Jego drużyna koszykarska Maccabi Tel Awiw zdobyła 47 tytułów mistrza kraju i 36 pucharów ligowych[111]. Drużyna piłkarska Maccabi Tel Awiw F.C. zdobyła tytuł mistrza kraju i 22 puchary ligowe[110]. Trenujący w klubie judoka Ja’el Arad zdobył srebrny medal na Letnich Igrzyskach Olimpijskich 1992[112].
- Klub sportowy Hapoel Tel Awiw został założony w 1923 i prowadzi jedenaście sekcji sportowych. Jego drużyna piłkarska Hapoel Tel Awiw F.C. zdobyła 13 mistrzostw kraju i 11 pucharów ligowych. Od 1950 drużyna gra na stadionie Bloomfield. Klub posiada także drużynę koszykówki Hapoel Tel Awiw B.C. Klub ten jest tradycyjnie mocno związany ze związkiem zawodowym Histadrut, z tego powodu bywa nazywany „komunistycznym”. Jest to także jeden z powodów nieustannej rywalizacji Hapoel z Maccabi (reprezentującym mieszczaństwo)[113].

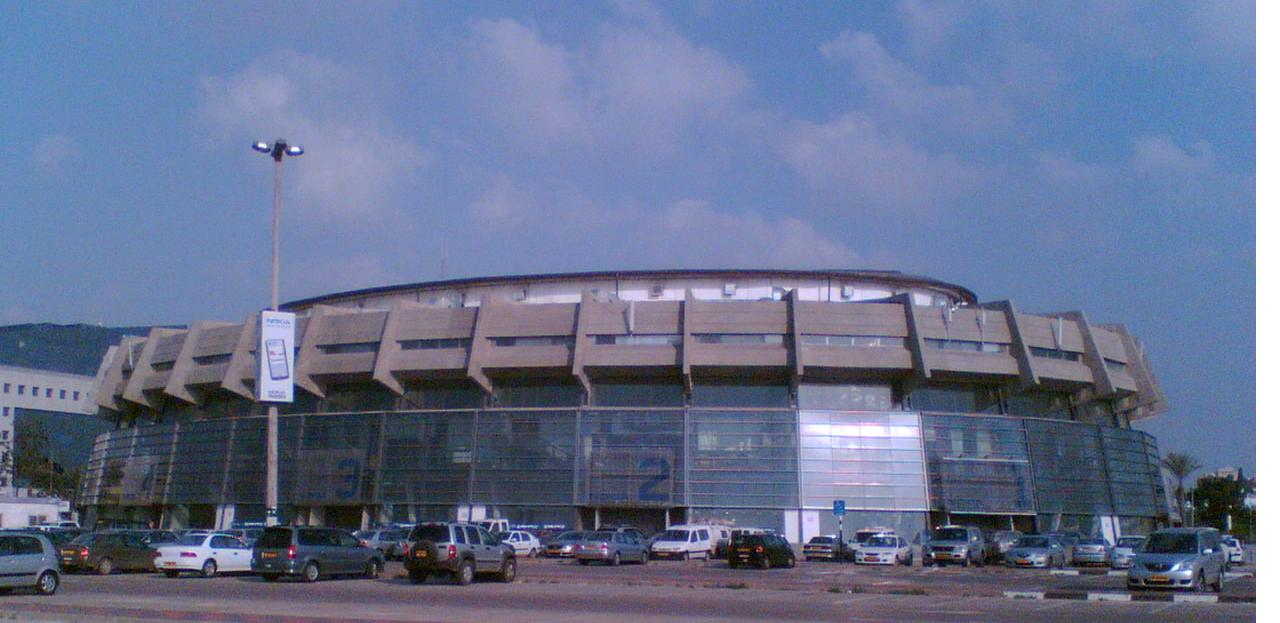
Yad Eliyahu Arena w Tel Awiwie

- Trzecim klubem sportowym jest założony w 1936 Bene Jehuda Tel Awiw, który był kiedyś mistrzem kraju, ale w 2000 spadł z pierwszej ligi i obecnie gra w trzeciej lidze[114]. Innym mniejszym klubem jest Maccabi Jafa[115]. Tel Awiw jest także siedzibą założonego w 2007 klubu koszykarskiego Hapoel Ussishkin[116].

Swoją działalność w mieście prowadzą także dwa kluby wioślarskie. Założony w 1935 The Tel Aviv Rowing Club jest największym izraelskim klubem wioślarskim i prowadzi regularne traningi na rzece Jarkon. Baseball trenuje drużyna Tel Aviv Lightning.
W Tel Awiwie odbywa się coroczny półmaraton, w którym w 2008 wzięło udział 10 tys. biegaczy z całego świata. Miasto jest także siedzibą Izraelskiego Komitetu Olimpijskiego i Izraelskiego Stowarzyszenia Szachowego.

## Gospodarka

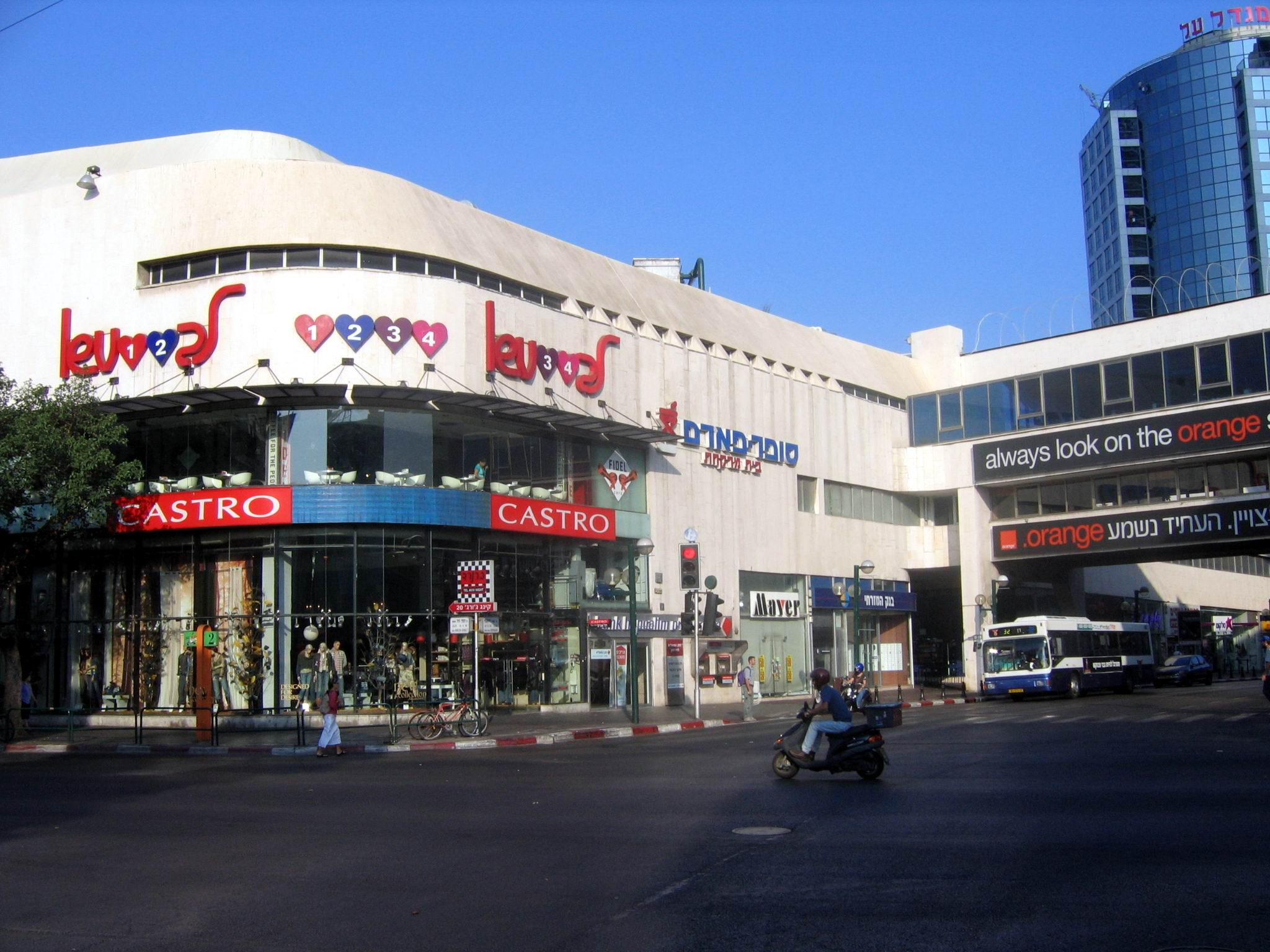
Centrum handlowe Dizengof Center

Gospodarka Tel Awiwu swój największy wzrost przeżyła w minionym dziesięcioleciu. Takie czasopisma jak „Newsweek” i „The Economist” przedstawiają miasto jako dobrze prosperujący ośrodek techniczny i „miniaturowe Los Angeles”. Wielu informatyków, którzy przyjechali do Izraela z krajów byłego Związku Radzieckiego, żyje obecnie i pracuje w Tel Awiwie. Całą aglomerację miejską Gusz Dan określa się mianem Krzemowej Wadi (nazwa „Krzemowa” od Dolina Krzemowa, „Wadi” od dolina pustynna). Tel Awiw jest ważnym centrum badań naukowych i technicznych. W 1974 Intel otworzył tutaj swój pierwszy zagraniczny ośrodek badań i rozwoju (w 1990 był to najnowocześniejszy ośrodek koncernu na świecie). Działalność gospodarcza prowadzona w Tel Awiwie daje 15% krajowego zatrudnienia i przynosi około 17% PKB.
W Central Business District znajduje się siedziba Giełdy Papierów Wartościowych (ang.Tel Aviv Stock Exchange, w skrócie TASE; hebr. הבורסה לניירות ערך בתל אביב) oraz wiele banków i międzynarodowych instytucji finansowych.

### Przemysł
W północnej części miasta, u ujścia rzeki Jarkon, znajduje się elektrownia o mocy 450 MW (około 5% całkowitej produkcji energii elektrycznej Izraela).

### Handel i usługi
Od samego początku swojego istnienia w Tel Awiwie rozwijał się handel. Międzynarodowy handel rozwijał się za pośrednictwem tutejszego portu, który konkurował z większymi od siebie portem Hajfa i portem Aszdod. W mieście znajduje zatrudnienie 40% izraelskich pracowników zatrudnionych w funduszach i 25% w usługach biurowych.

## Infrastruktura

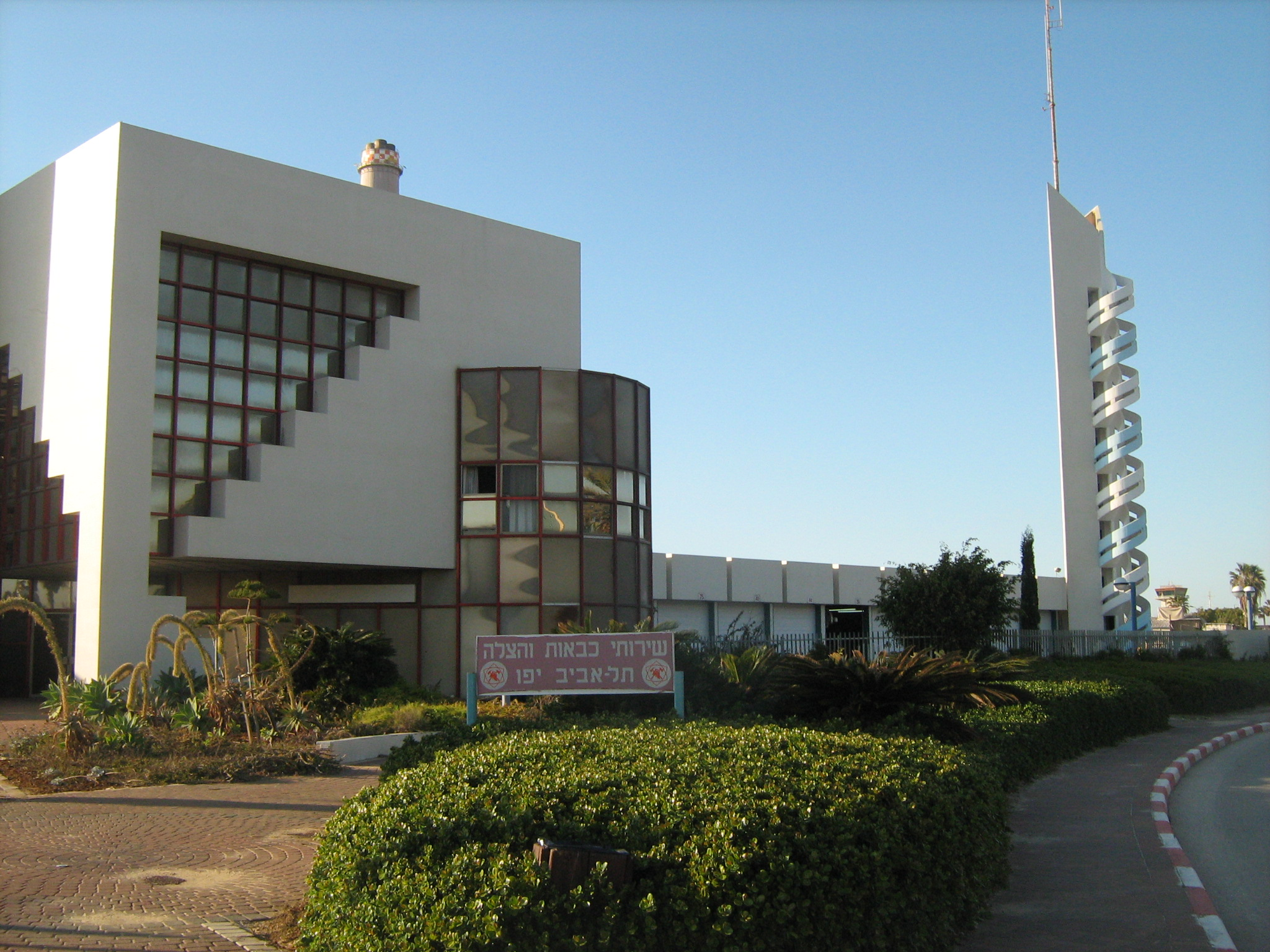
Główna remiza straży pożarnej w Tel Awiwie

Miejskie Centrum Operacyjne koordynuje wszystkie działania w mieście, reagując na telefoniczne informacje mieszkańców o zagrożeniach. Centrum przekazuje potrzebne informacje podległym służbom (pogotowie ratunkowe, policja, straż pożarna, służby wodociągowe, energetyczne i inne) i kieruje wkroczeniem ich do akcji. Miejskie Centrum Operacyjne działa przez całą dobę, we wszystkie dni w roku. Informacje przyjmuje się za pośrednictwem telefonów, faksu, internetu i poczty głosowej.
Straż pożarna Departamentu Miasta Tel Awiw-Jafa funkcjonuje zgodnie z izraelskimi przepisami prawa. Zgodnie z nimi zwierzchnią władzą dla straży pożarnej w Tel Awiwie jest burmistrz miasta. W mieście są rozlokowane trzy remizy strażackie, utrzymujące ze sobą stałą łączność radiową:
- Remiza Główna (Ibn Gvirol Street) – odpowiada za centrum i północną część miasta
- Remiza Jafa (Ben Zvi Boulevard) – odpowiada za Jafę, oraz południową i centralną część miasta, jest także bazą jednostki ratownictwa chemicznego
- Remiza Alon[123]

Długość instalacji wodociągowych wynosi 940 km, a zużycie wody w mieście w 2006 wynosiło 46 128 m³. System rur odprowadzających ścieki miejskie ma długość 591 km. W 2006 z miasta wywieziono 362 059 ton śmieci, co dawało średnio na jeden dzień 992 ton śmieci. W przeliczeniu na jednego mieszkańca wychodziło 2,6 kg śmieci (średnia w kraju wynosi 1,6 kg).

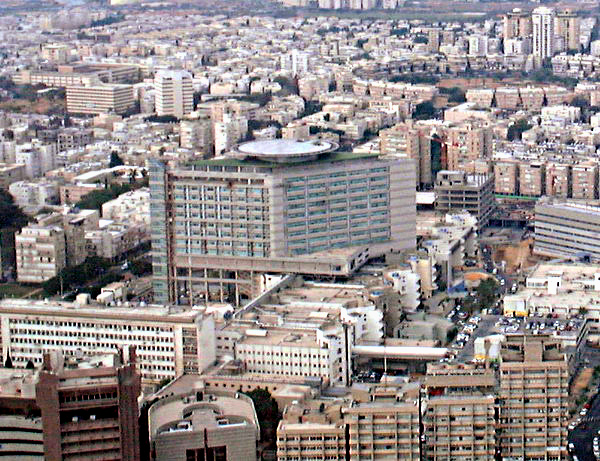
Szpital Ichilow w Tel Awiwie

Głównym szpitalem miejskim jest Tel Aviv Sourasky Medical Center (hebr. המרכז הרפואי ת”א ע”ש סוראסקי). Został on wybudowany w 1963 według projektu architekta Arjego Szarona. Cały kompleks centrum medycznego zajmuje powierzchnię 1,5 km² i obejmuje trzy szpitale: szpital ogólny Ichilow, szpital położniczy Lis i szpital dziecięcy Dana. Cały kompleks szpitalny posiada 1054 łózek dla pacjentów. Centrum służy także jako ośrodek szkolno-badawczy i szkoła pielęgniarska.
Starym szpitalem miejskim jest wybudowany w 1934 szpital Assuta (hebr. אסותא). Obecnie jest to największy prywatny ośrodek medyczny w Izraelu. Kompleks szpitalny obejmuje cztery prywatne szpitale, pięć instytutów medycznych, instytut kardiologii, instytut dializy, centra IVF, centrum zdrowia kobiet, instytut gastroenterologii, przychodnię bólu oraz inne specjalistyczne przychodnie.
W całym mieście znajduje się 15 przychodni zdrowia, które przyjmują prawie 30 tys. pacjentów każdego miesiąca.

## Transport

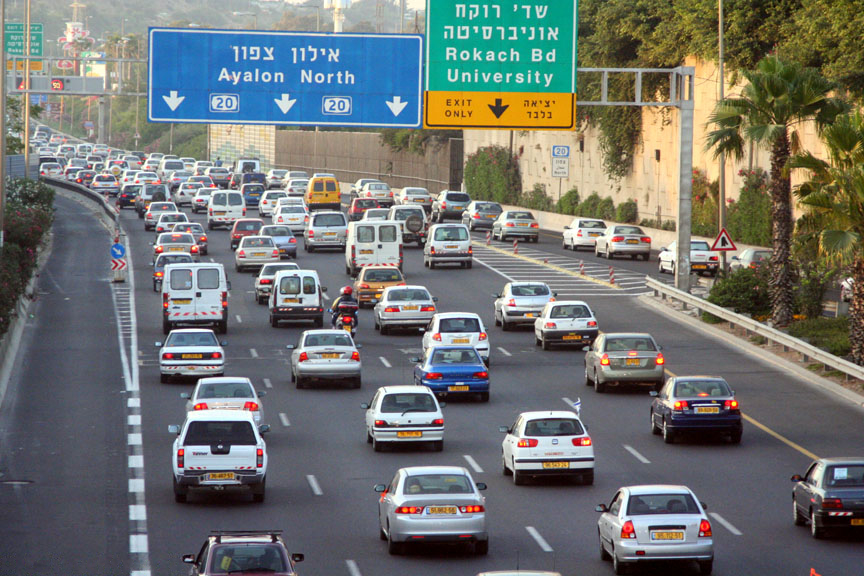
Autostrada Ajjalon w Tel Awiwie

Transport Tel Awiwu jest najważniejszym elementem całego izraelskiego systemu transportu. Spełnia rolę piasty w kole, od której rozchodzą się wszystkie najważniejsze drogi, tory kolejowe i połączenia lotnicze Izraela. Przez miasto przechodzą najważniejsze izraelskie autostrady, znajdują się tutaj także główne dworce kolejowe kraju. Blisko miasta znajduje się port lotniczy Ben Guriona.
Tel Awiw posiada bardzo dobrze rozbudowaną sieć dróg miejskich o łącznej długości 830 km. Wzdłuż miejskich dróg umieszczono ogółem 61,8 tys. lamp ulicznych. 390 skrzyżowań posiada świetlną kontrolę ruchu. Nad autostradami wybudowano 42 przejścia dla pieszych. W mieście są także 54 mosty drogowe. Przez centrum Tel Awiwu przechodzi autostrada nr 20 (Autostrada Ajjalon), która rozpoczyna się w Riszon le-Cijjon na południu i kończy w Riszpon na północy. Jej zasadniczą rolą jest zapewnienie szybkiego połączenia z autostradą nr 4 (Aszkelon-Tel Awiw-Petach Tikwa-Hajfa), autostradą nr 2 (Tel Awiw-Natanja-Hajfa), autostradą nr 5 (Tel Awiw-Petach Tikwa-Ariel) oraz autostradą nr 1 (Tel Awiw-Jerozolima). W ten sposób autostrada Ajjalon pełni podstawową funkcję komunikacyjną w Izraelu. Codziennie przejeżdża przez nią ponad 750 tys. samochodów. Nazwa autostrady pochodzi od rzeki Ajjalon, gdyż znaczna część głównego odcinka autostrady biegnie wzdłuż tej rzeki (po obu jej stronach). Autostradą nr 1 dojeżdża się do międzynarodowego lotniska imienia Ben Guriona i Jerozolimy.
Drogi rowerowe w mieście mają długość 45,5 km.

### Komunikacja miejska

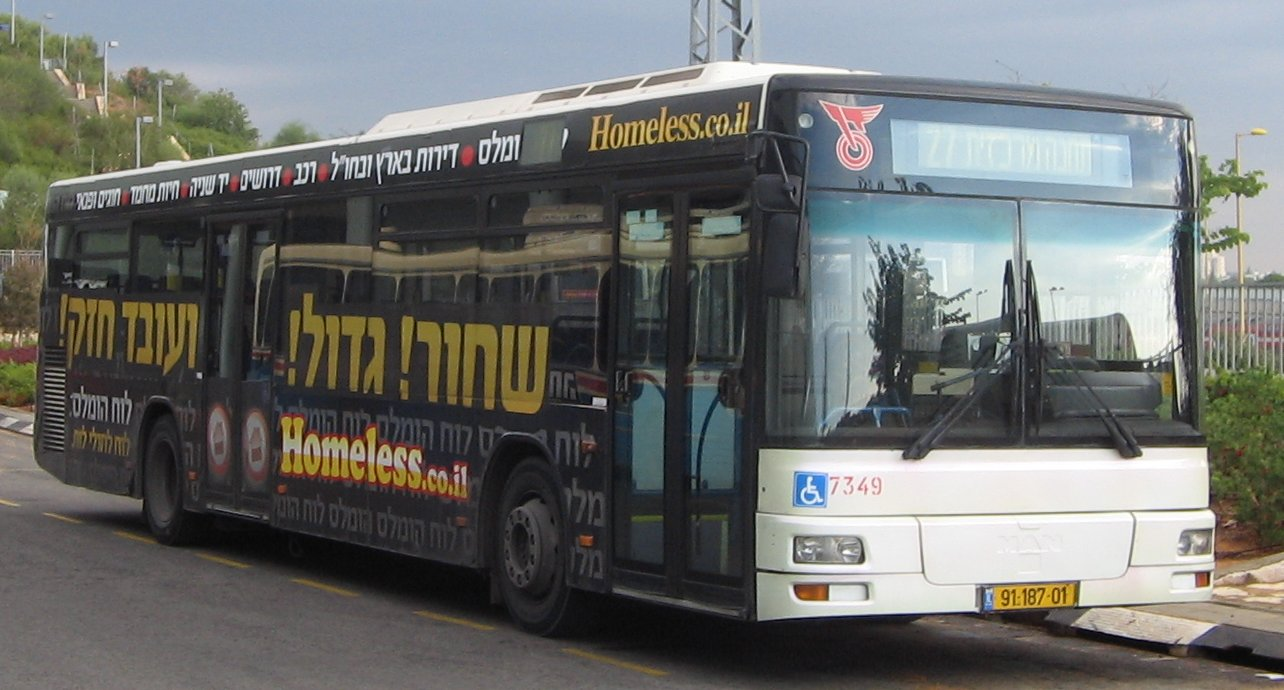
Autobus linii Dan Bus Company

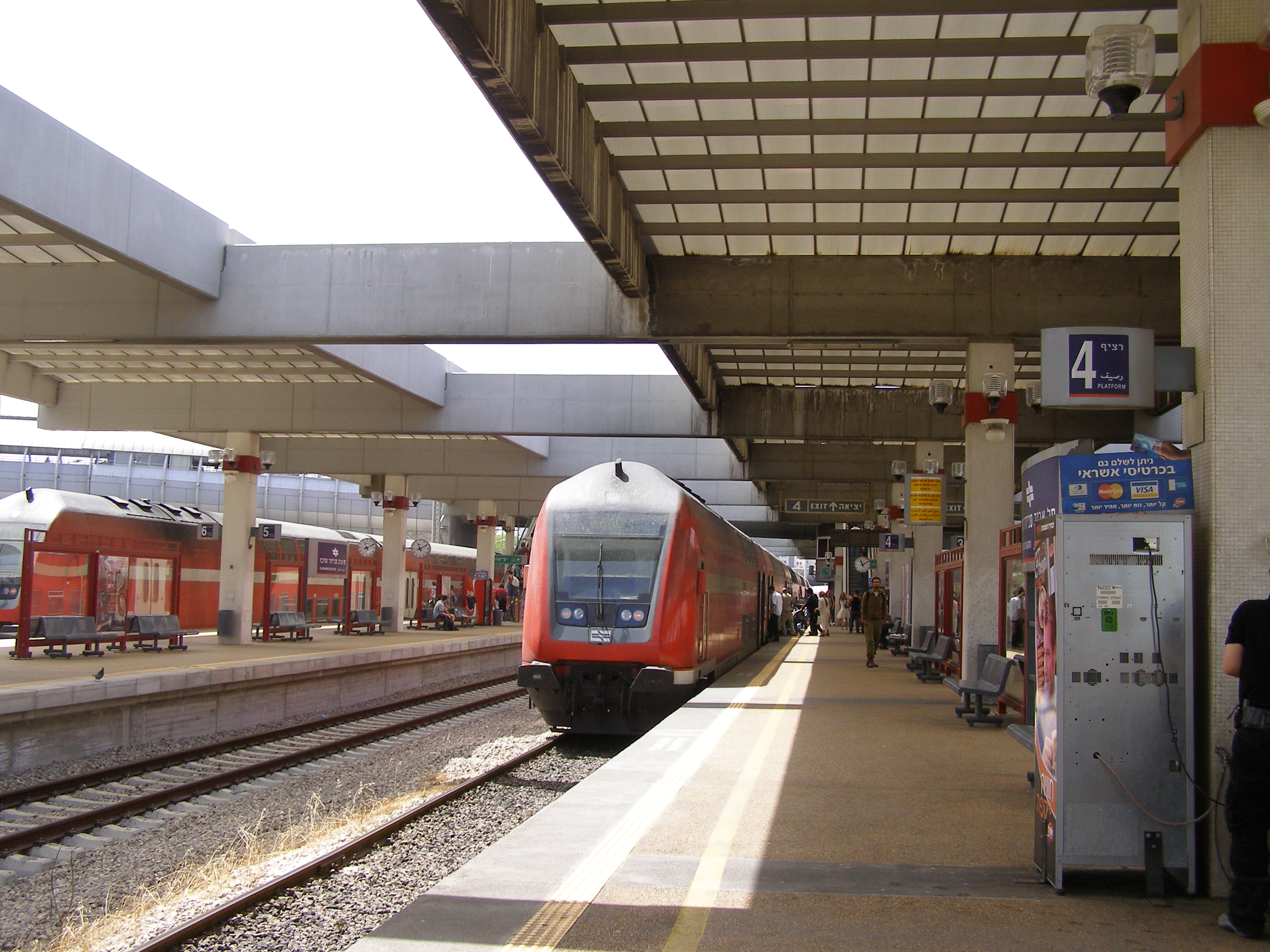
Stacja kolejowa Tel Awiw Merkaz

Miasto posiada dobrze zorganizowany transport miejski, oparty na autobusach. W centrum miasta znajdują się dwa dworce autobusowe. Stary dworzec autobusowy obsługuje obecnie jedynie linie autobusowe Egged, jeżdżące do miast Bat Jam, Holon i Riszon le-Cijjon. Nowy dworzec autobusowy jest największym terminalem autobusowym w Izraelu.
Większość linii komunikacji miejskiej jest obsługiwana przez autobusy Dan Bus Company. Część linii obsługują także autobusy Egged i Kawim. Większość linii autobusowych Tel Awiwu kończy się w sąsiednich miastach aglomeracji miejskiej Gusz Dan, ułatwiając w ten sposób komunikację w całej metropolii.
W mieście planuje się budowę linii szybkiego tramwaju, który około 2013 roku powinien usprawnić komunikację publiczną w Tel Awiwie. Pierwsza linia będzie miała długość 22 km z 33 przystankami, i połączy Bat Jam, Jafę, centrum Tel Awiwu z Bnei Brak i Petach Tikwa.

### Transport drogowy
W Tel Awiwie w 2006 było 220 739 zarejestrowanych samochodów. Według danych z 2004 55,2% rodzin posiadało własny samochód. Na ich potrzeby w mieście przygotowano 37 tys. miejsc parkingowych. Dodatkowo na 387 parkingach znajduje się dodatkowych 65,9 tys. miejsc parkingowych.
W 2006 w mieście doszło do 3461 wypadków i kolizji drogowych, w których śmierć poniosło 25 osób, a prawie 3,5 tys. zostało rannych.

### Transport kolejowy
Wzdłuż autostrady Ajjalon biegnie linia kolejowa Rakewet Jisra’el z czterema dworcami: Tel Awiw Uniwersytet, Tel Awiw Merkaz (główna stacja kolejowa miasta), Tel Awiw ha-Szalom (przy centrum handlowym Azrieli) oraz Tel Awiw ha-Hagana (przy głównym dworcu autobusowym w mieście). W 2006 z usług kolei w mieście skorzystało 18,2 mln pasażerów.

### Transport lotniczy
W północnej części miasta znajduje się krajowy port lotniczy Sede Dow. Z usług lotniska w 2006 skorzystało 658 tys. pasażerów.
W lipcu 2007 podjęto decyzję o zamknięciu lotniska. Na jego ziemi w przyszłości powstaną luksusowe dzielnice mieszkaniowe. Cywilny terminal pasażerski zostanie przeniesiony na międzynarodowy port lotniczy Ben Guriona, natomiast instalacje oraz sprzęt wojskowy będzie przeniesiony do Bazy lotniczej Palmachim.

## Wojsko

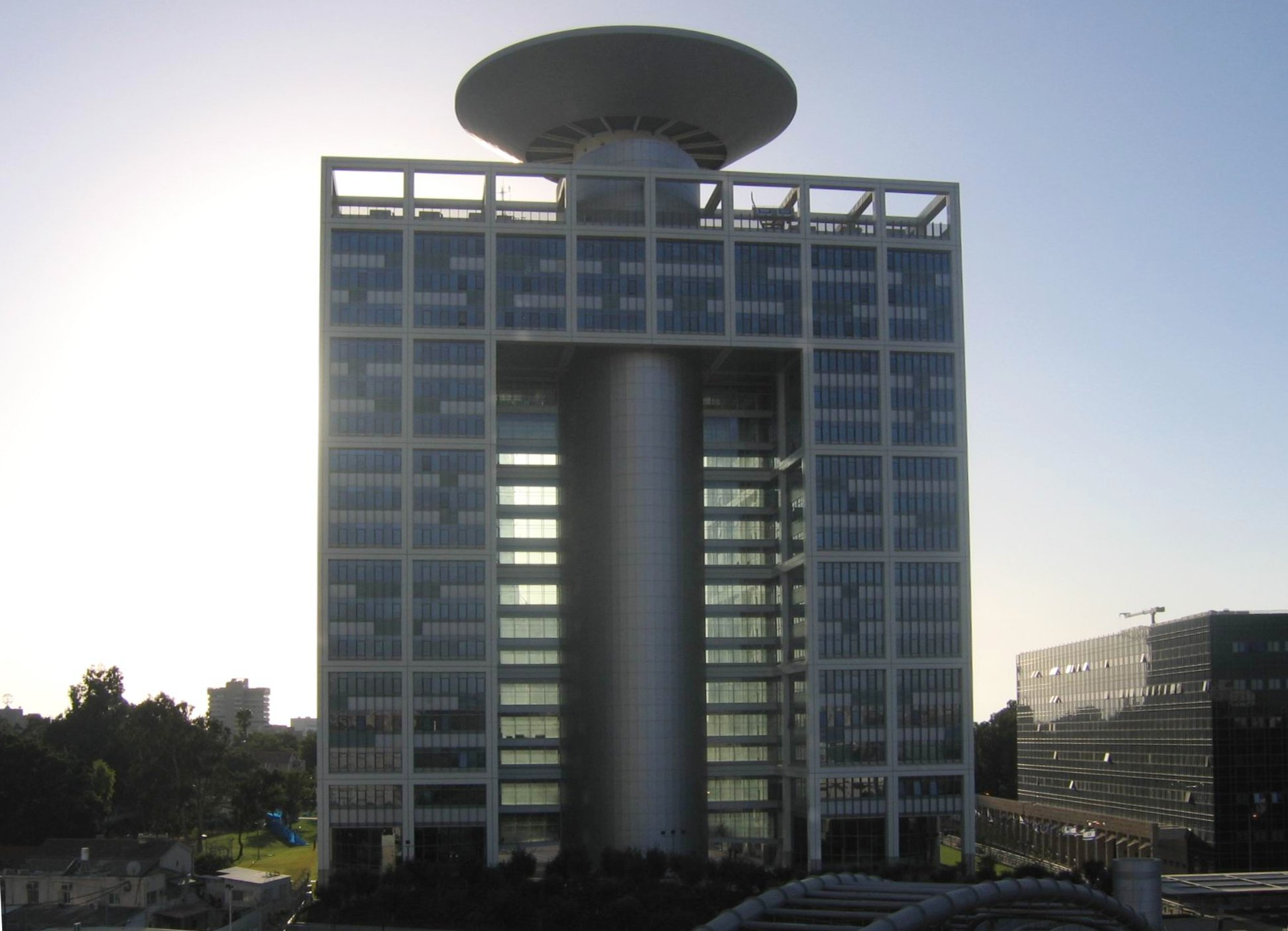
Sztab Główny Sił Obronnych Izraela

Przy porcie lotniczym Sede Dow znajduje się baza lotnicza Sede Dow, należąca do Sił Powietrznych Izraela. Była to pierwsza izraelska baza sił powietrznych utworzona podczas wojny o niepodległość w 1948. Obecnie stacjonują tu lekkie samoloty pasażerskie, samoloty wielozadaniowe oraz helikoptery.
W dzielnicy Kirya (Camp Rabin) znajduje się Sztab Główny Sił Obronnych Izraela (hebr. המטה הכללי של צה”ל), w skrócie nazywany Matkal (hebr. מטכ”ל). Istnieją plany rozbudowy bazy, wliczając w to budowę nowych budynków dla dowództwa wywiadu wojskowego i marynarki wojennej.

## Miasta partnerskie
- Ałmaty
- Barcelona
- Belgrad
- Bonn
- Budapeszt
- Buenos Aires
- Cannes
- Essen
- Filadelfia
- Frankfurt nad Menem
- Freiburg
- Gaza
- Inczon
- Izmir
- Kiszyniów
- Kolonia
- Limassol
- Łódź
- Mediolan
- Meksyk
- Moskwa
- Nowy Jork
- Ottawa
- Paryż
- Pekin
- Saloniki
- San Salvador
- São Paulo
- Sofia
- Tuluza
- Warszawa
- Wiedeń